# Monastero di Bogdana
Il monastero di Bogdana (in lingua rumena: Mănăstirea Bogdana) è un monastero ortodosso situato a Rădăuți (contea di Suceava) in via Bogdan Vodă n. 4-6. La chiesa del monastero fu fondata dal condottiero Bogdan I (1359-1365) (fondatore anche dello stato feudale moldavo) allo scopo di essere il luogo della necropoli reale.
Il complesso del Monastero di Bogdana viene incluso nell'elenco dei monumenti storici della contea di Suceava nel 2015, con il codice di classificazione SV-II-aA-05603, e comprende:
- Chiesa di San Nicola - risalente al XIV secolo, con il codice SV-II-mA-05603.01
- Il campanile - risalente al 1781, con il codice SV-II-mA-05603.02
- Casa parrocchiale - risalente al 1876, con il codice SV-II-mA-05603.03

## Storia
La chiesa di "San Nicola" (Bogdana) è considerata la più antica costruzione ecclesiastica in muratura della Moldavia, essendo stata fondata dal condottiero Bogdan I(1359-1365).
Il monastero risale al periodo di fondazione dello stato feudale moldavo. Inizialmente, il luogo in cui è stata costruita la chiesa era circondato da boschi secolari. La Chiesa "San Nicola" fu fatta costruire su volere del condottiero Bogdan I durante la seconda metà del XIV secolo, come ringraziamento a Dio per le vittorie ottenute nelle battaglie servite a gettare le basi di uno stato libero e indipendente, ad est dei Carpazi: lo Stato Moldavo. Il sovrano scelse questa chiesa come necropoli reale, sia per lui che per i discendenti della sua famiglia, e vi furono sepolti i sovrani Moldavi fino all'epoca di Alessandro il Buono, ma anche i parenti delle famiglie reali che si sono nel tempo succedute.
La chiesa ha svolto nel tempo un ruolo storico, religioso e culturale particolare: durante il regno di Alessandro il Buono (1400-1432) è diventata residenza episcopale, e i vescovi di Rădăuți hanno iniziato a risiedere nel monastero.

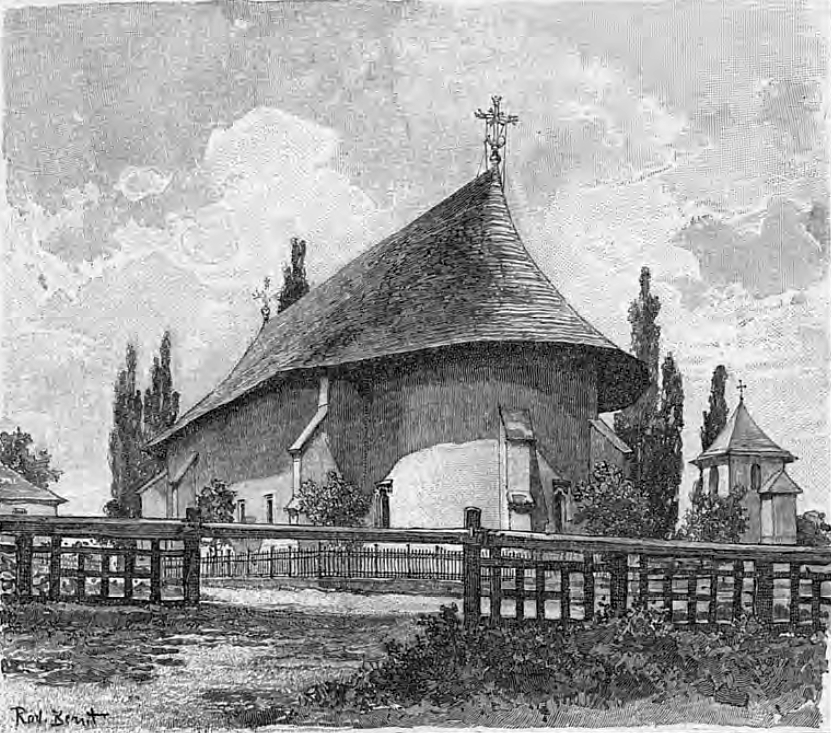
Grafica - Monastero di Bogdana - ca. 1898

Tra il 1479-1482, Stefano il Grande fece posare sulle tombe di sei sovrani della Moldavia delle lastre splendidamente scolpite, decorate con l'usuale motivo intrecciato, divise l'una dall'altra da alcune iscrizioni in lingua slava. All'ingresso della chiesa si trova un'iscrizione risalente al periodo di Bogdan III (1517), il quale donò 800 zloty (una somma importante per l'epoca) al monastero. In cambio, i vescovi di Rădăuți si impegnarono a celebrare una messa funebre la sera della domenica delle portatrici di mirra (la terza domenica dopo la Pasqua Ortodossa), e al mattino seguente una liturgia, fintanto che il sovrano fosse rimasto in vita. Dopo la sua morte, una liturgia doveva essere celebrata ogni mattina e una messa funebre ogni sera, per la salvezza dell'anima del sovrano, come attesta una lastra di pietra inserita l'8 dicembre 1517 sulla parete nord-est dell'altare, vicino alla nicchia che funge da luogo della proscomidia.
La chiesa fu restaurata durante il regno di Alexandru Lăpușneanu, che vi aggiunse un nartece nel 1559, e sostituì le cornici di alcune finestre con altre nuove, in stile gotico. Accanto alla porta a sud, si trova un'iscrizione che recita: "Con la buona volontà del Padre, l'aiuto del Figlio e la celebrazione dello Spirito Santo, il pio e adoratore della Trinità, il Condottiero Alexandru, sovrano della Moldavia, iniziò e costruì il nartece della chiesa, durante l'anno 7067 (= 1559) il giorno 30 del mese di giugno, sotto sua signoria il vescovo Eutimie".
Durante il diciassettesimo secolo e all'inizio del diciottesimo secolo, diversi manoscritti ecclesiastici furono copiati qui (i Vangeli in lingua slava - 1613, ecc.). Nel 1744, il vescovo Varlaam (1734-1745) fondò una tipografia nella quale stampò diversi libri ecclesiastici, tra cui il Ceaslov (una raccolta di preghiere e canti rituali) nel 1745, che si trova ancora nella collezione del monastero. Tuttavia, nel 1750, con la proclamazione del vescovo Iacob Putneanul a metropolita della Moldavia, la tipografia fu trasferita a Iasi.
Nel 1775, il nord della Moldavia fu annesso all'Impero Asburgico a seguito di un accordo con l'Impero Ottomano; i rappresentanti della Moldavia non furono nemmeno consultati. Nel 1781 fu costruito un campanile, ma solo un anno dopo, nel 1782, la residenza episcopale fu trasferita a Chernivtsi . A seguito di questi sviluppi storici, nell'estate del 1783, il Monastero di Bogdana fu abolito, la chiesa "San Nicola" venne trasformata in chiesa parrocchiale. Alcune delle celle esistenti intorno alla chiesa furono demolite, e un'altra parte trasformata in scuderia per i cavalli della guarnigione austriaca di stanza qui.  Nel 1876 venne costruita una casa parrocchiale.
Nel 1918, quando la Bucovina entrò a far parte del regno romeno, il monastero di Bogdana non venne riaperto, e la chiesa "San Nicola" rimase una chiesa parrocchiale fino agli ultimi decenni del XX secolo, quando fu chiusa completamente dal regime comunista, essendo considerata un monumento storico.
Il 6 dicembre 1992, il monastero di Bogdana venne riaperto dall'arcivescovo Pimen Zainea di Suceava e Radauti con una comunità di monaci, e l'archimandrita Teodor Pavlo fu scelto come abate. Passato a miglior vita nel 1996, venne sostituito dall'archimandrita Iustin Dragomir.
A seguito dei lavori effettuati nell'ultimo decennio del XX secolo, l'iconostasi in legno di tiglio degradato della Chiesa "San Nicola" è stata sostituita nel 1996 con una nuova, in legno di quercia. Nel 1998 è stata finalizzata la costruzione di un corpo di celle con un'ala dedicata all'accoglienza degli ospiti e dei pellegrini, e una nuova chiesa dedicata a "San Gerarca Leontie da Rădăuți", ricoperta con lastre di rame.

## La necropoli reale

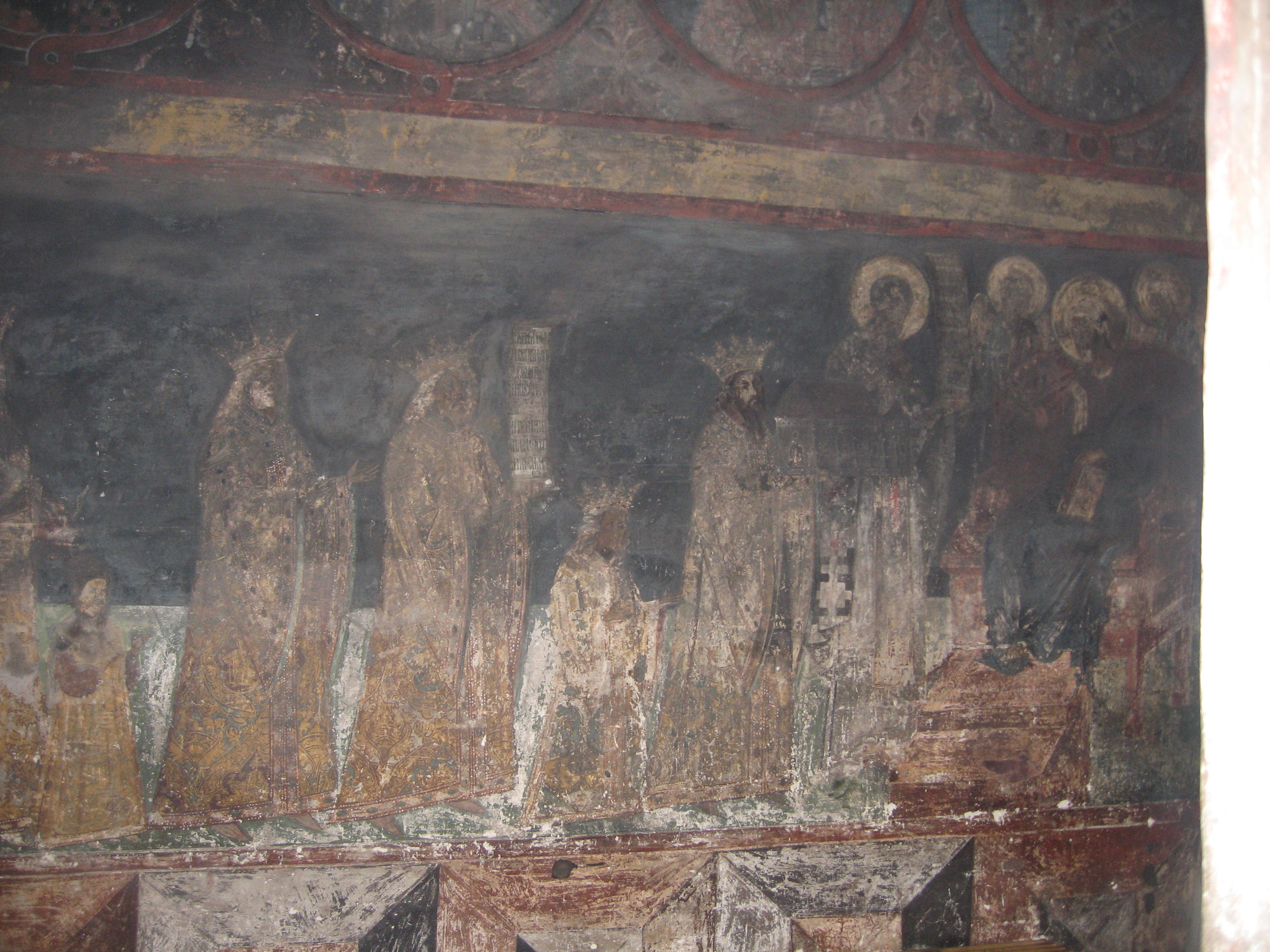
L'immagine votiva

### Navata
La chiesa "San Nicola" da Radauti fu scelta dai primi sovrani della Moldavia come necropoli reale, poiché era la prova indiscutibile della costruzione della prima chiesa in muratura della regione. All'interno della navata troviamo sette tombe.
Sul lato orientale della navata ci sono quattro tombe, situate nel seguente ordine da sud-est a nord-est: Bogdan I (1359-1365), Lațcu (1365-1373), Bogdan (fratello di Alessandro il Buono) e Bogdan (figlio del voivoda)
Il fondatore della Moldova, Bogdan I, è sepolto all'angolo sud-est della navata, sotto una lapide che presenta l'iscrizione slava: "In piena grazia di Dio, io Stefano il Condottiero, sovrano di Moldavia, figlio di Bogdan il Condottiero, ho abbellito questo sepolcro a mio bisnonno, il vecchio Bogdan il Condottiero, nell'anno 6988 (=1480) nel mese di gennaio, il giorno 27. Questi sepolcri li fece il mastro Jan". Alla fine dell'iscrizione, era scolpito uno scudo con una testa di bisonte al suo interno, con una stella in mezzo alle corna.
Successivamente alla tomba di Bogdan I, sullo stesso lato della navata, si trova la tomba del sovrano Lațcu, suo figlio e successore. La lapide sulla sua tomba presenta la seguente iscrizione in lingua slava: "Beato e adoratore di Cristo, io Stefano il Condottiero, sovrano di Moldavia, figlio di Bogdan il Condottiero, ho decorato questa tomba al mio antenato, il voivoda Lațcu, nell'anno 6988 (=1480), il 20 gennaio, sotto il vescovo di Rădăuți, Ioanichie ". Alla fine dell'iscrizione sono scolpiti gli stessi simboli che si trovano sulla lapide di Bogdan I.
La tomba successiva appartiene a Bogdan, il fratello di Alessandro il Buono. L'iscrizione sulla lapide della sua tomba recita: "Beato e adoratore di Cristo, io Stefano il Condottiero, sovrano di Moldavia, figlio di Bogdan Voievod, ho decorato questa tomba a mio nonno, Bogdan il voivoda, fratello di Alessandro il Buono, nell'anno 6988 (=1480), nel mese di gennaio, il giorno 25, nel suo eterno ricordo".
L'ultima tomba si trova sul lato est della navata, e appartiene a Bogdan, figlio di Alessandro il Buono. L'iscrizione sulla sua lapide recita: "Beato e adoratore di Cristo, io Stefano il Condottiero, sovrano di Moldavia, figlio di Bogdan il Condottiero, ho decorato questa tomba a mio zio, Bogdan il Condottiero, figlio di Alessandro il Buono, nell'anno 6988 (=1480), il giorno 30 del mese gennaio"
La fila successiva, che va da est a ovest partendo da sud a nord, comprende 3 tombe: quella di Stefano I (1394-1399), quella di Costea (1328-1387) e quella di Pietro I (1348-1391).
La tomba del sovrano Stefano I, nipote di Bogdan I, è posizionata tra quelle dello zio e di Latcu. L'iscrizione in slavo che si trova sulla sua lapide recita: "Beato e adoratore di Cristo, io Stefano il Condottiero, sovrano di Moldavia, figlio di Bogdan il Condottiero, ho adornato questa tomba al mio antenato, il vecchio voivoda Stefano, che sconfisse gli ungheresi a Hindau, nell'anno 6988 (=1480) il giorno 20 del mese di maggio".
Nel luogo dove si trova la tomba di Bogdan, figlio di Alexandru il Buono, si trova anche la tomba di Costea, padre di Pietro I e Romano I, però l'iscrizione sulla lapide è stata cancellata, poiché era posta a livello del pavimento e non sopra come le altre. Inizialmente, la lastra fu attribuita a una donna, Maria, moglie di Bogdan I, o ad Ana, moglie di Latcu.  Secondo lo storico Stefano S. Gorovei, in questa tomba sarebbe sepolto il sovrano Pietro I; sostiene inoltre che tutti i sovrani fino al 1400, fino ad Alessandro il Buono, furono sepolti nella chiesa di Rădăuți, quindi dovrebbe esservi sepolto anche Pietro I. Prima del 1890, il vescovo Gherasim Timus riuscì a decifrare gran parte dell'iscrizione sulla lastra, oggi illeggibile, che contiene il seguente testo: "Il beato e adoratore di Cristo, io Stefan il Condottiero, signore di Moldavia, figlio di Bogdan il Condottiero, ha abbellito questa tomba...che è posta qui". Recenti test del DNA hanno dimostrato che Costea, il padre dei fratelli Pietro I e Romano I, è effettivamente sepolto qui.
L'ultima tomba di questa fila appartiene a Pietro I, e si trova nel lato settentrionale della navata. Inizialmente si pensava che il voivoda fosse sepolto sotto la lastra cancellata nel lato sud della navata, ma recenti test del DNA hanno confermato che il suo luogo di riposo è questa tomba.
Sul lato occidentale della navata si trovano due tombe: a sud-ovest quella del vescovo Leontie (Lavrentie), e quella a nord-ovest appartenente a Romano I (1391-1394).
La tomba del vescovo Leontie (Lavrentie) è stata identificata tenendo conto della tradizione orale e di una fonte scritta. In un documento slavo del XVI secolo si menziona che a Rădăuți, nell'Episcopato, San Leontie il taumaturgo giace con tutto il suo corpo
Segue poi la tomba del sovrano Romano I, fratello di Stefano I e nipote di Bogdan I. Sulla sua lapide funeraria si trova l'iscrizione slava: "In piena grazia di Dio, il beato sovrano di Moldavia, io Stefano il Condottiero, ho adornato questo sepolcro al mio antenato, Romano il Condottiero, sovrano di Moldavia, nell'anno 6987 (=1480), il giorno 5 del mese di dicembre".

### Nel pronao
Nel nartece della chiesa si trovano tre tombe, appartenenti alle seguenti persone: la Signora Stana, moglie di Bogdan III e madre di Ștefăniță Vodă; Anastasia, figlia di Latcu; il vescovo Ioanichie di Rădăuți.
Sul lato settentrionale si trovano le tombe della signora Stana e di Anastasia, figlia di Lațcu. La tomba di Anastasia presenta una lapide funeraria con l'iscrizione: "Io Stefano il Condottiero, sovrano di Moldavia, nel 7005 (1497), l'11 aprile ho adornato questa tomba alla mia bisnonna, Anastasia, figlia del voivoda Lațcu, che ha dato Cotman a questo luogo. Morì nel 6928 (=1420), il giorno 26 del mese di marzo".
Sul lato destro si trova la tomba della signora Stana, moglie di Bogdan III e madre di Ștefăniță Vodă. La lapide fu posta dal figlio e reca la seguente iscrizione: "Il giusto e adoratore di Cristo, io Stefano il Condottiero, figlio di Bogdan il Condottiero, ho adornato questa tomba a mia madre Stana, nell'anno 7026 (= 1518) il 28 gennaio, sotto il vescovo Pahomie".
Davanti all'entrata della chiesa, tra il nartece e la navata, sul lato destro, è sepolto il vescovo Ioanichie, il primo vescovo conosciuto di Radauti, morto nel 1504. Sebbene l'iscrizione sulla lastra sia ora cancellata, a metà del XIX secolo si potevano leggere ancora le seguenti parole: "Questa è la pietra della tomba di Ioanichie, vescovo di Rădăuți...che si trasferì nel luogo eterno nei giorni del magnanimo Stefano il Condottiero nell'anno 70... , il mese... il giorno...".

### Sotto al nartece
Vicino alla porta settentrionale del portico, si trova una tomba coperta da una lapide che riporta la seguente iscrizione in lingua romena:
"Sotto questa pietra giacciono le ossa della defunta Maria, sposa del cancelliere Alexa Nicolescu di Romania, la quale si è spenta qui a Radauti, nell'anno 1770, il 4 luglio".

### Fuori dalla chiesa
Vicino alla parete settentrionale dell'altare, all'esterno della chiesa, si trova una lapide con un'iscrizione in romeno: "Sotto questa pietra riposa il servo di Cristo Dio, il monaco eletto prete Adrian, padre in carne e ossa del metropolita Iacov, sepolto nel 7256 (=1748), l'11 giugno" . Le ossa del padre del metropolita Iacob Putneanul qui sepolte, furono trasferite da suo figlio nel 1758 al monastero di Putna, mentre la lapide funeraria è rimasta a Rădăuți.

### Le reliquie di San Gerarca Leontie
Il vescovo Lavrentie di Radauti (Leontie), che ha predicato qui per diversi anni durante il regno di Alessandro il Buono (1400-1432), si ritirò dalla professione per indossare le vesti dell'eremita, diventando un famoso padre spirituale della Moldavia settentrionale. Aveva come discepolo, tra gli altri, il Pio Danil Sihastrul. Fu sepolto dai suoi discepoli nella chiesa di legno dell'Eremo di Laura.
Dato che si verificavano molte guarigioni presso la sua tomba, i credenti moldavi hanno richiesto al metropolita della Moldavia di accettare il trasferimento delle reliquie del metropolita Leontie nella chiesa episcopale del Monastero di Radauti. Fu trovato nella sua tomba col corpo perfettamente integro, e le sue reliquie furono collocate sul lato destro della navata. Numerose persone bisognose erano solite recarsi lì per pregare. Come scrisse il famoso teologo e prete ucraino, Zaharia Kopystenski di Kiev, negli anni 1621-1622: “A Radauti, nella diocesi, San Leontie il taumaturgo giace con tutto il suo corpo..." . La festa del santo si celebrava annualmente il primo luglio.
Nel 1639, la città di Rădăuți fu saccheggiata, e le sue reliquie vennero nascoste dai monaci per essere protette dal rischio di essere profanate, proprio sotto il luogo in cui erano collocate, nella navata centrale, davanti al dipinto votivo dei fondatori del monastero. Solo in seguito, grazie alle ricerche archeologiche svolte tra il 1974 e il 1977, furono ritrovate le reliquie di San Leontie. Vennero deposte in una bara solo nel 1991, per essere venerate dai fedeli. Il Santo Sinodo della Chiesa Ortodossa Romena ha deciso, nella riunione del 20 giugno 1992, la canonizzazione ufficiale del Santo Gerarca Leontie di Rădăuți, e la sua inclusione nel calendario cristiano ortodosso, con la data di celebrazione del 1º luglio.

## Descrizione della chiesa

### Architettura

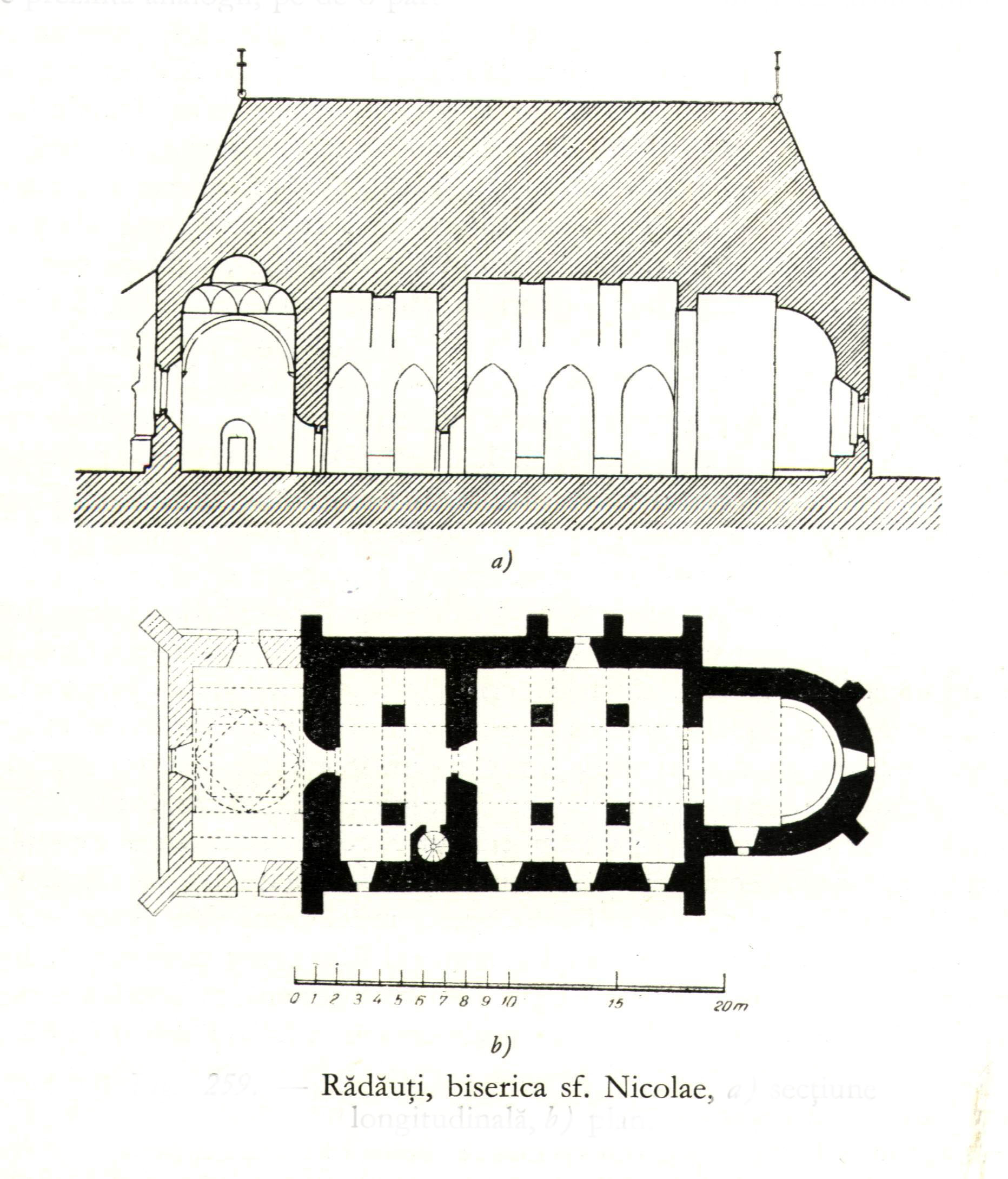
Pianta della Chiesa "San Nicola"

La Chiesa di San Nicola è la prima costruzione religiosa in muratura della Moldavia, e si è conservata nella sua forma originale, inalterata fino ai giorni nostri. È alta, caratterizzata dal tetto spiovente, e presenta muri spessi 1,40 metri, originariamente sorretti da 10 contrafforti. Il muro meridionale del nartece era caratterizzato da un contrafforte e tre finestre, mentre il muro settentrionale presenta una finestra e tre contrafforti.
La chiesa presenta 11 finestre: tre sul portico, due sul nartece, quattro sulla navata (tre sulla parete a sud e una sulla parete a nord), e due sull'altare con aperture strette all'esterno, ma molto più ampie all'interno.
La chiesa non ha una torre, data l'imponente altezza del tetto, con forti pendenze e un'ampia grondaia. In seguito all'aggiunta del nartece, anche il tetto venne modificato per includerlo.
Il campanile si trova attualmente in una torre costruita nel 1781, durante la diocesi del vescovo Dosoftei Herescu, l'ultimo a risiedere qui. Su una delle campane si trova un'iscrizione in lingua slava:  "Io Stefano, il sovrano della Terra di Moldavia", risalente al tempo di Stefano I (1394-1399).
Internamente, la chiesa si presenta come una sintesi di elementi romanici, bizantini e gotici. Troviamo una navata centrale e due lati separati da sei massicci pilastri davanti ai quali la volta della navata centrale è rinforzata con doppie arcate. Le navate laterali hanno la stessa altezza della navata centrale in corrispondenza del nartece e sono inferiori in corrispondenza della navata centrale. Al di sopra delle navate laterali sono state realizzate due piccole stanze, a volta semicilindrica, a cui si accede tramite una scala a chiocciola.
Tra il portico e il nartece e tra il nartece e la navata troviamo tramezzi centralmente perforati da porte.

### Iconografia
Non è certa la data dell'inizio della prima opera di pittura nella chiesa, ma in un documento del 1415 si citano alcuni dipinti realizzati al tempo di Alessandro il Buono (1400-1432). I dipinti furono completati (o forse rifatti) per volere di Stefano il Grande. Nel 1558, durante il regno di Alexandru Lăpușneanu, fu eseguito un restauro dei dipinti con la tecnica dell'affresco. Un altro strato di pittura risale al 1745-1750, ovvero all'epoca del vescovo Iacob Putneanul.
I lavori di restauro dell'edificio nel XVIII° e XIX° secolo hanno portato ad un deterioramento del dipinto, compresa l'icona votiva. Alcune delle opere risalenti all'epoca di Stefano il Grande, sono le quattro composizioni sull'altare: l'Ultima Cena, la Comunione dei Santi Apostoli con il Pane, la Comunione dei Santi Apostoli con il Vino e il Pediluvio. Queste ultime assomigliano molto a quelle del monastero di Voroneț.
La pittura interna della chiesa fu restaurata nuovamente nel 1880 dal pittore bucovino Epaminonda Bucevschi, questa volta utilizzando la tempera.
L'immagine votiva è dipinta nella navata, sulla parete sud-ovest. Il sovrano che tiene in mano la chiesa senza un portico nel dipinto, non può essere Alexandru Lăpușneanu, poiché il portico è opera sua. Alcuni sostengono possa trattarsi di Bogdan I. Si osservano poi un bambino, un sovrano con la barba corta che tiene un frammento di pergamena nella mano sinistra, che potrebbe essere Alessandro il Buono, ed ancora un sovrano senza barba che potrebbe essere Stefano il Grande, a riprova del fatto che il dipinto è stato realizzato ai suoi tempi.
Un altro dipinto interessante si trova sul lato sinistro del nartece, vicino alla tomba di Anastasia, figlia di Latcu. Si tratta di un ritratto raffigurante una donna incoronata che tiene una pergamena in mano, e che viene condotta dalla Madonna davanti al Salvatore, accanto al quale si trova San Nicola. Dovrebbe essere Anastasia, benefattrice del monastero di Bogdana, al quale ha donato il villaggio di Coțmani.

## Oggetti di valore
Gli oggetti di valore del Monastero di Bogdana sono stati trasferiti, dopo la chiusura del monastero, in altri luoghi di culto. Alcuni di questi oggetti sono:
- un epitaffio rappresentante i cherubini che piangono Gesù - risalente al periodo di Alessandro il Buono, e donato nel 1914 al Monastero di Sucevita
- un velo liturgico (una stoffa che ricopriva gli oggetti di culto) - donato da Stefano il Grande nel 1493 e situato nel monastero di Sucevița
- un altro velo liturgico - anch'esso donato da Stefano il Grande, situato al Museo d'Arte di Bucarest
- un'icona di San Nicola dipinta su legno - ricoperta d'argento dorato nel 1505, situata presso il Monastero di Sucevita
- Il libro delle prediche del mese di novembre, del 1504, che si trova nella biblioteca del monastero di Putna

Ad oggi il monastero dispone di un'icona della Madonna, di un libro di canti e preghiere del 1745 e di un manoscritto del 1783.

## Galleria d'immagini

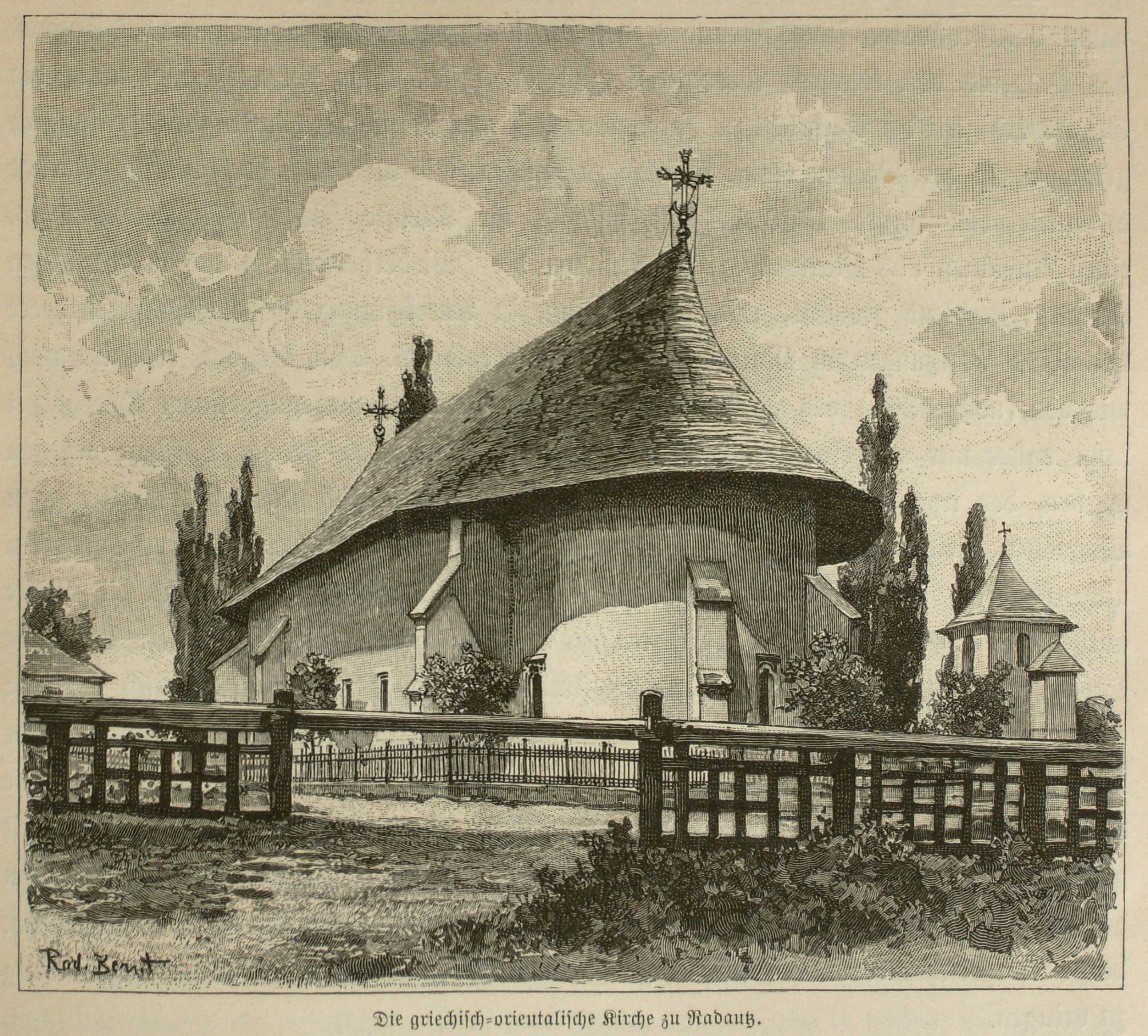
Chiesa Bogdana da Rădăuţi (Xilografia di Rudolf Bernt, 1899)
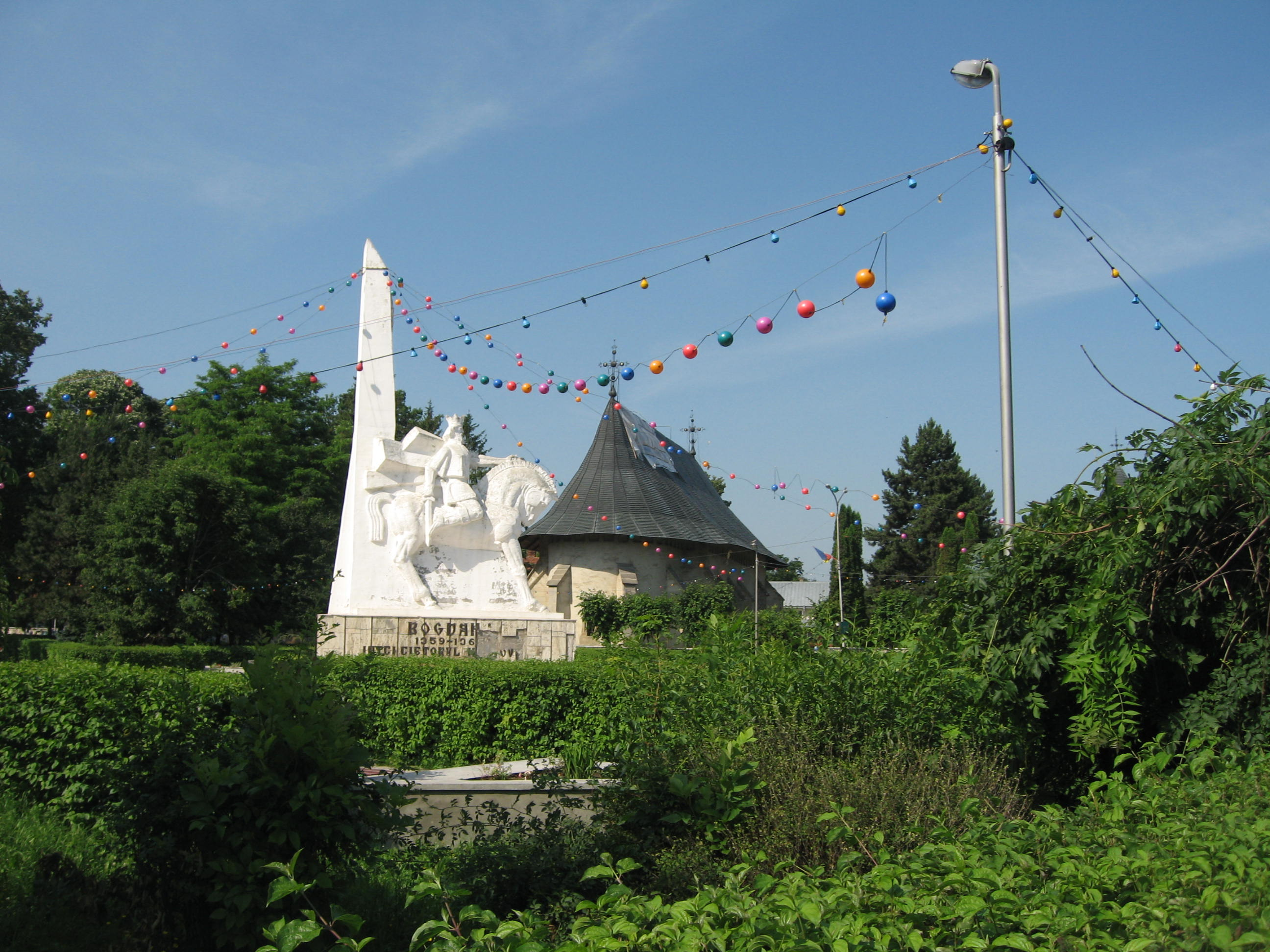
La statua di Bogdan I e la chiesa Bogdana
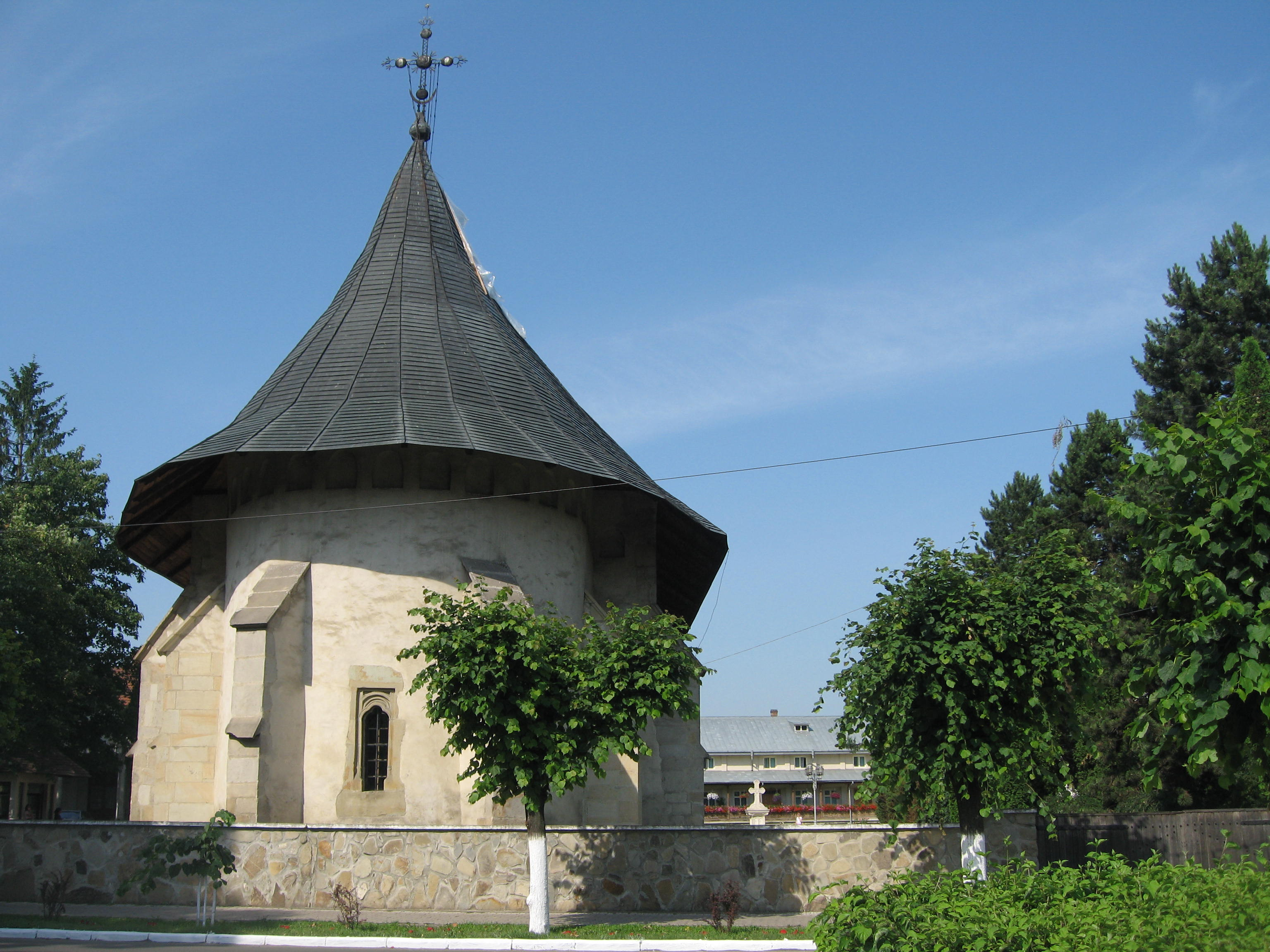
Complesso monastico Bogdana
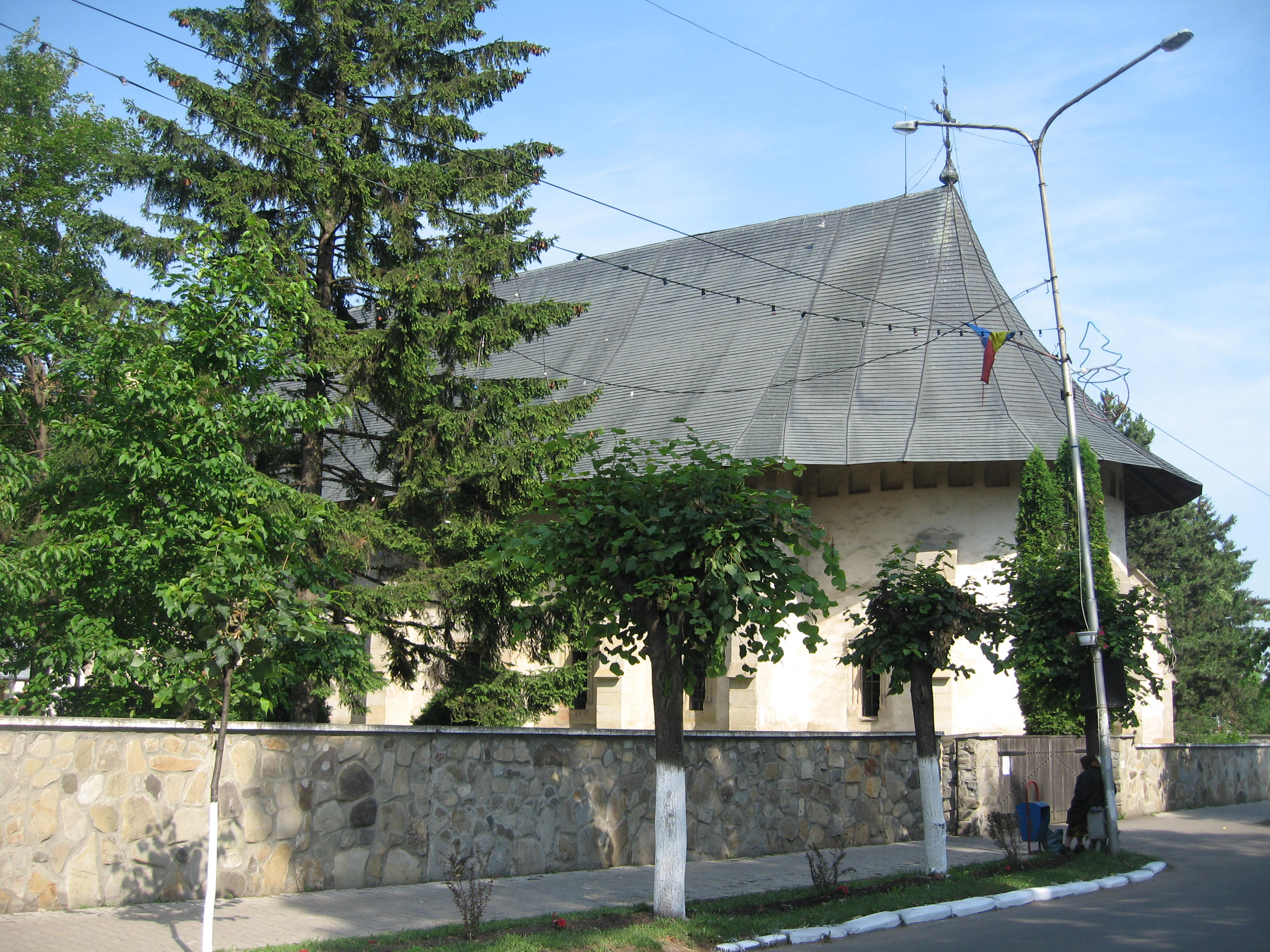
Chiesa di San Nicola
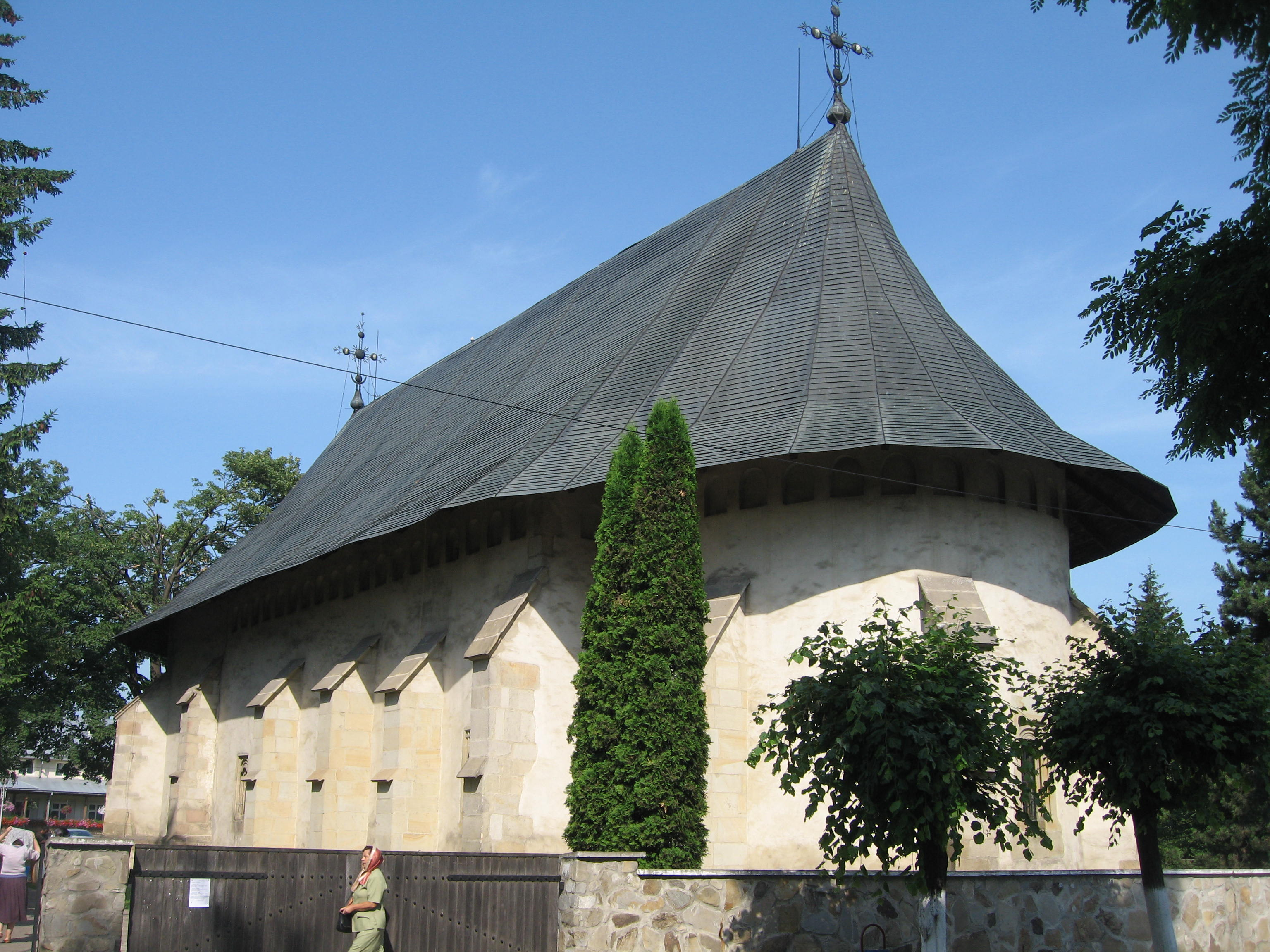
Chiesa di San Nicola
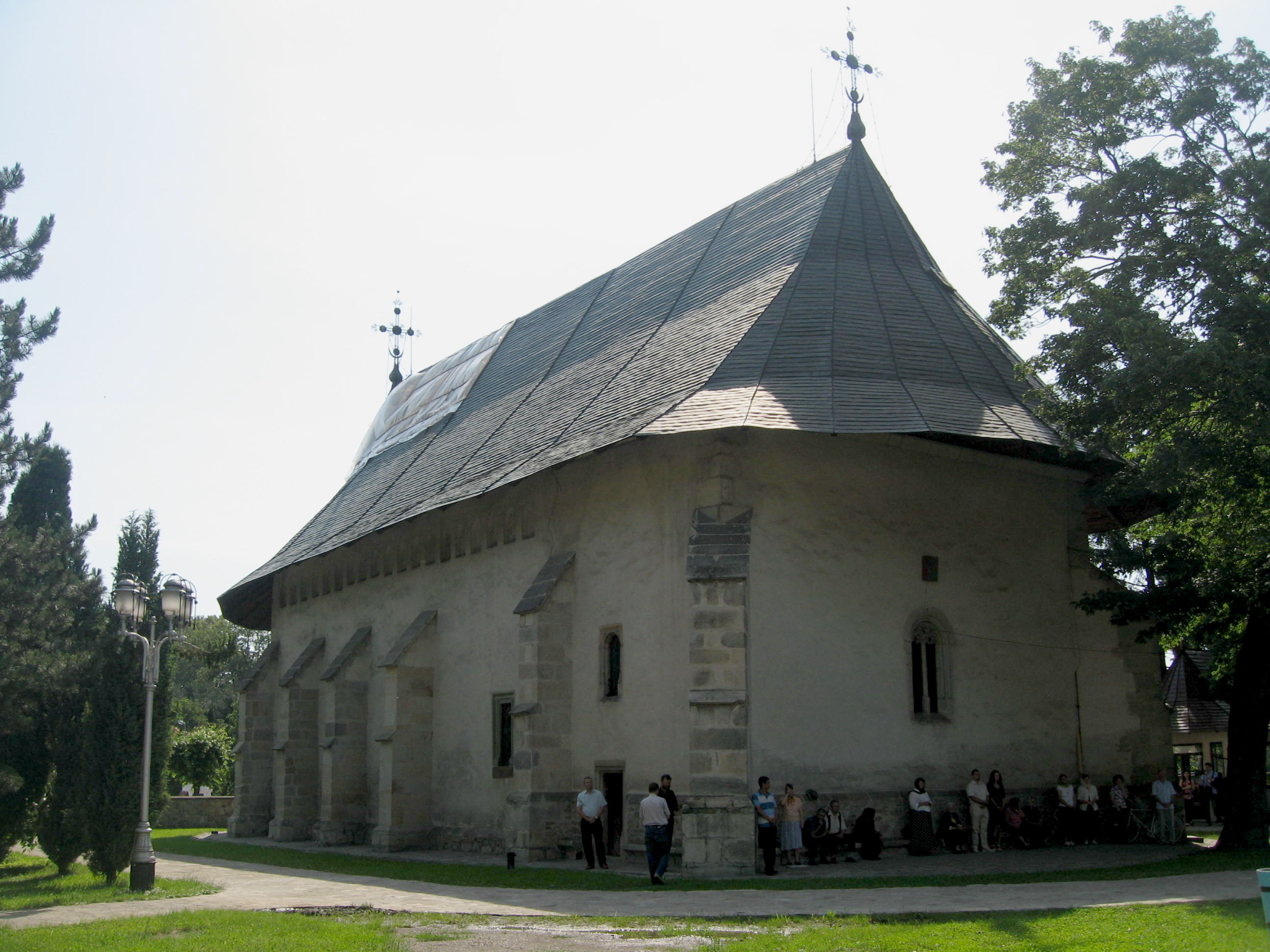
Chiesa di San Nicola
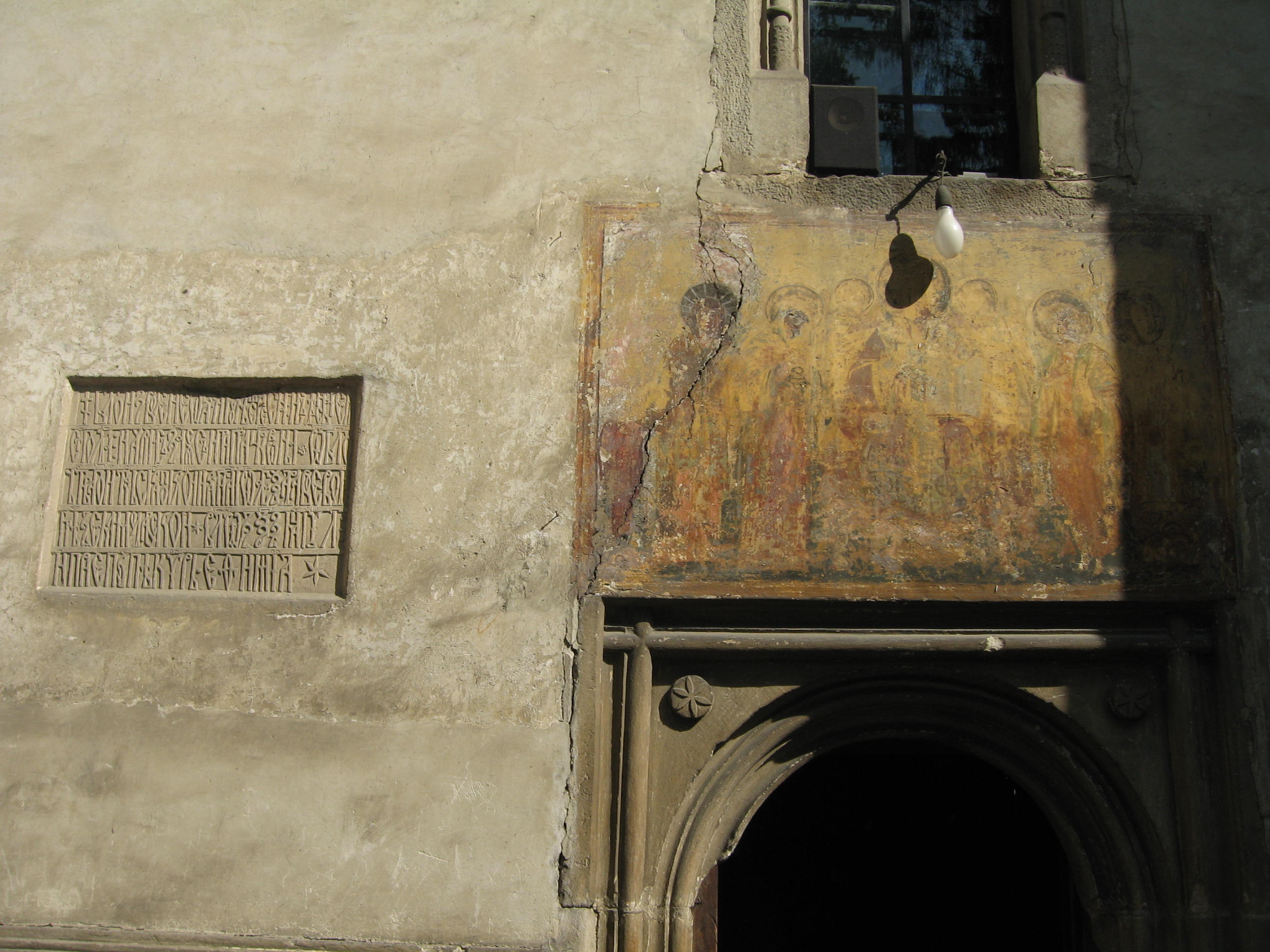
L'iscrizione e il dipinto sopra l'ingresso
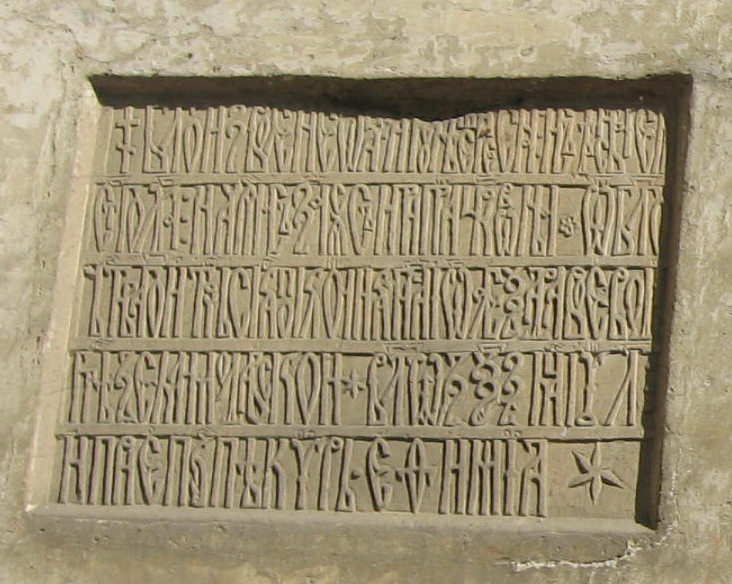
L'iscrizione
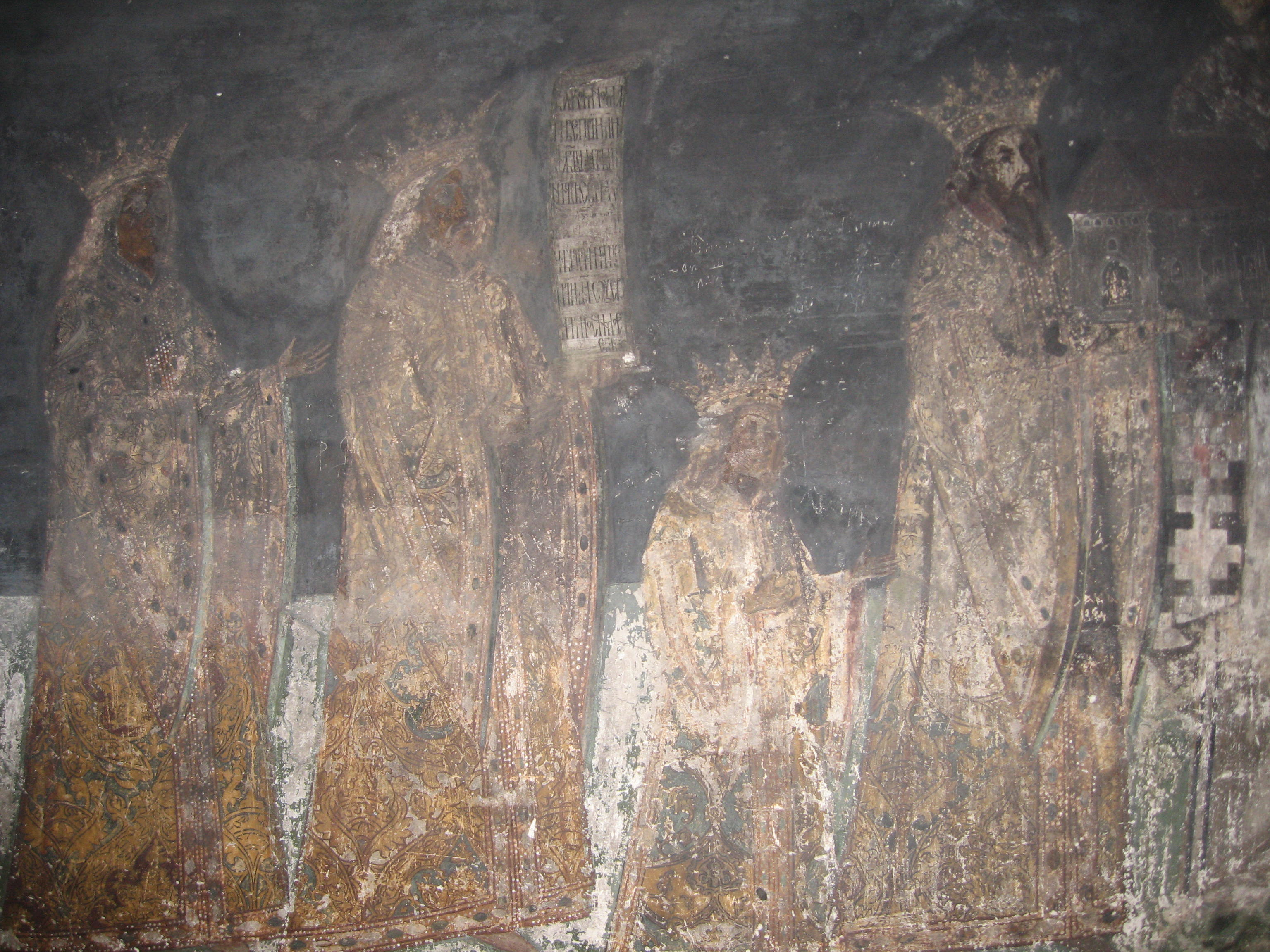
Dipinto votivo - particolare
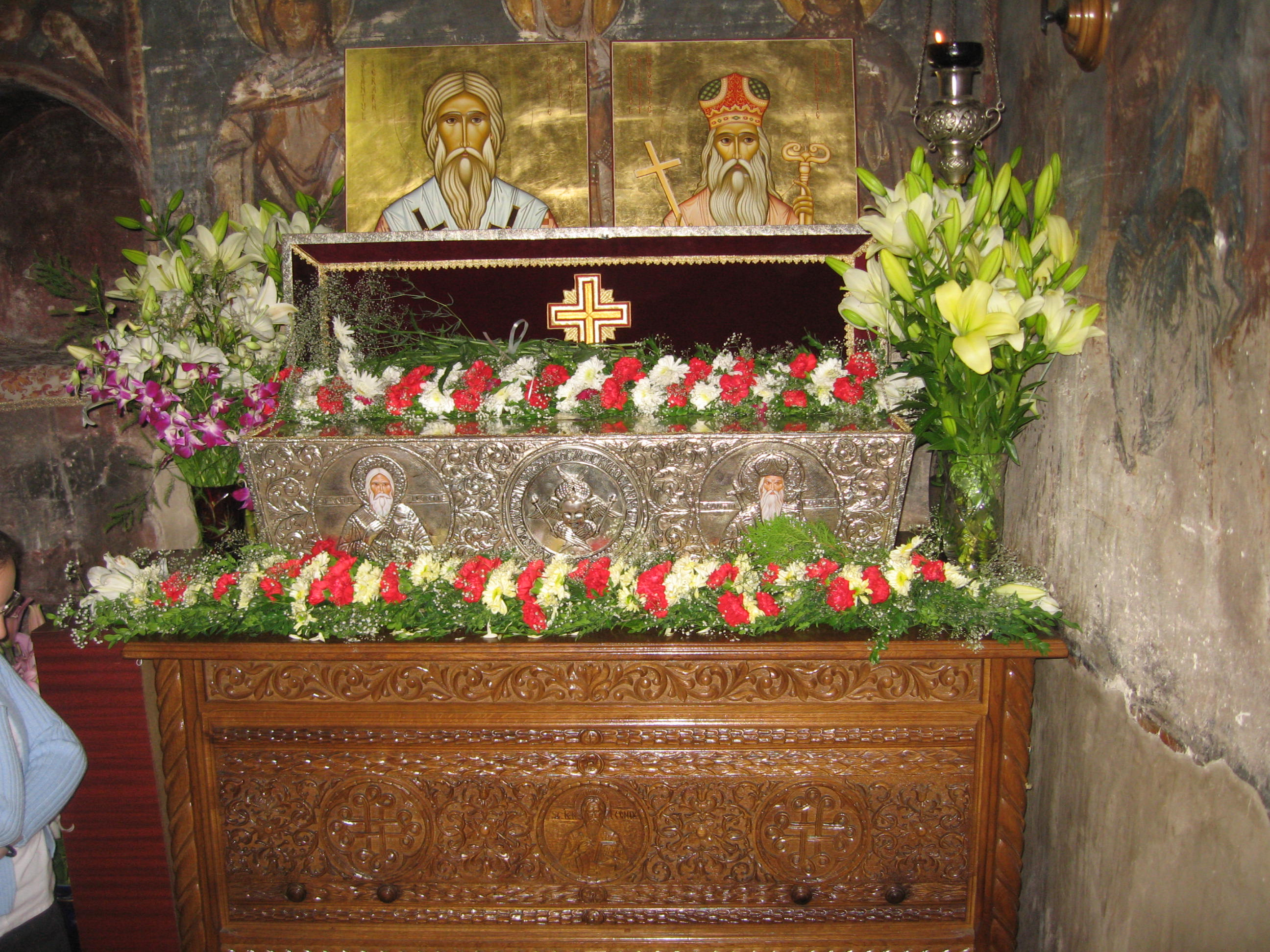
Bara con le reliquie di San Gerarca Leontie
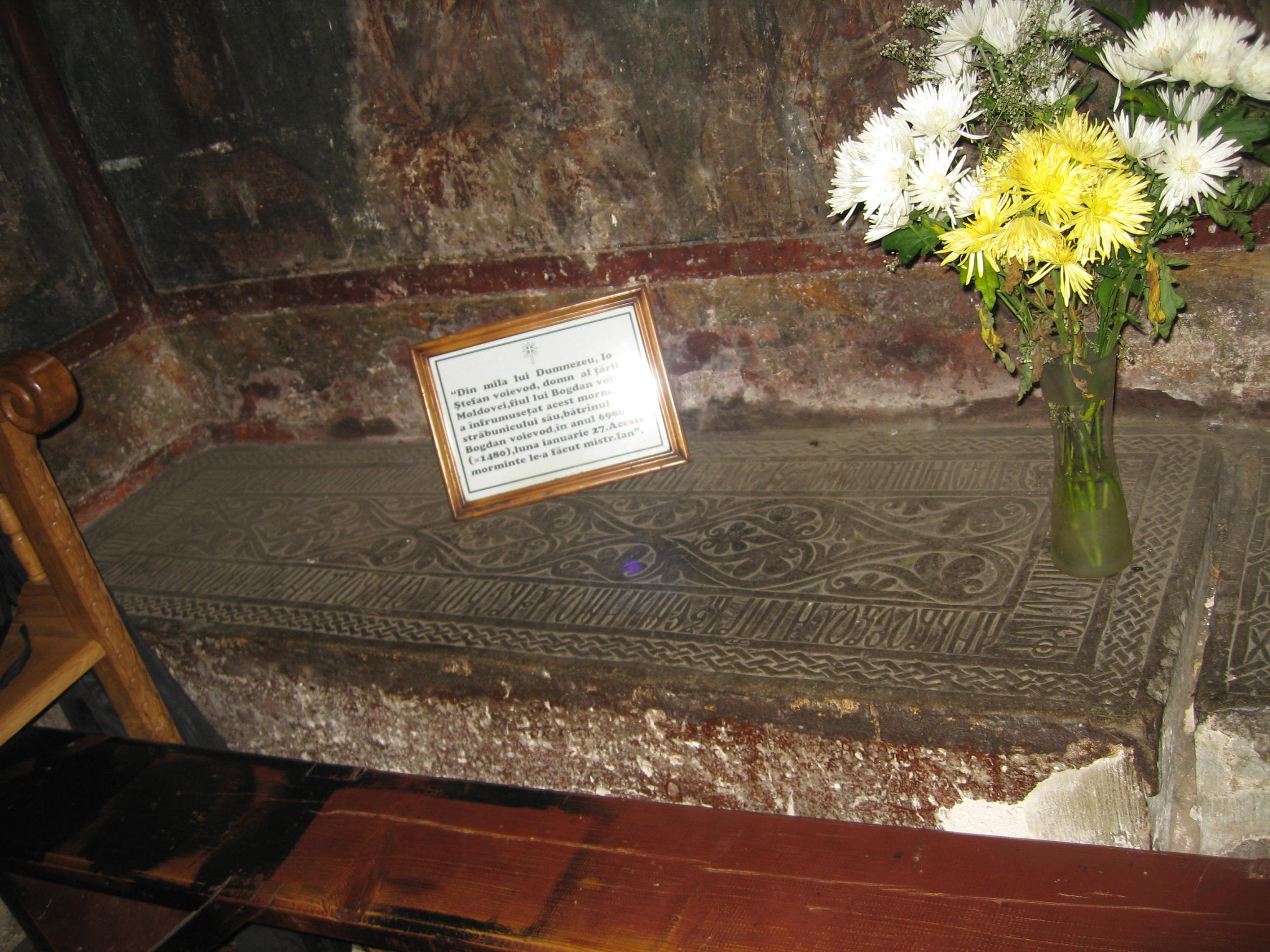
Tomba del voivoda Bogdan I di Moldavia (1359-1365)
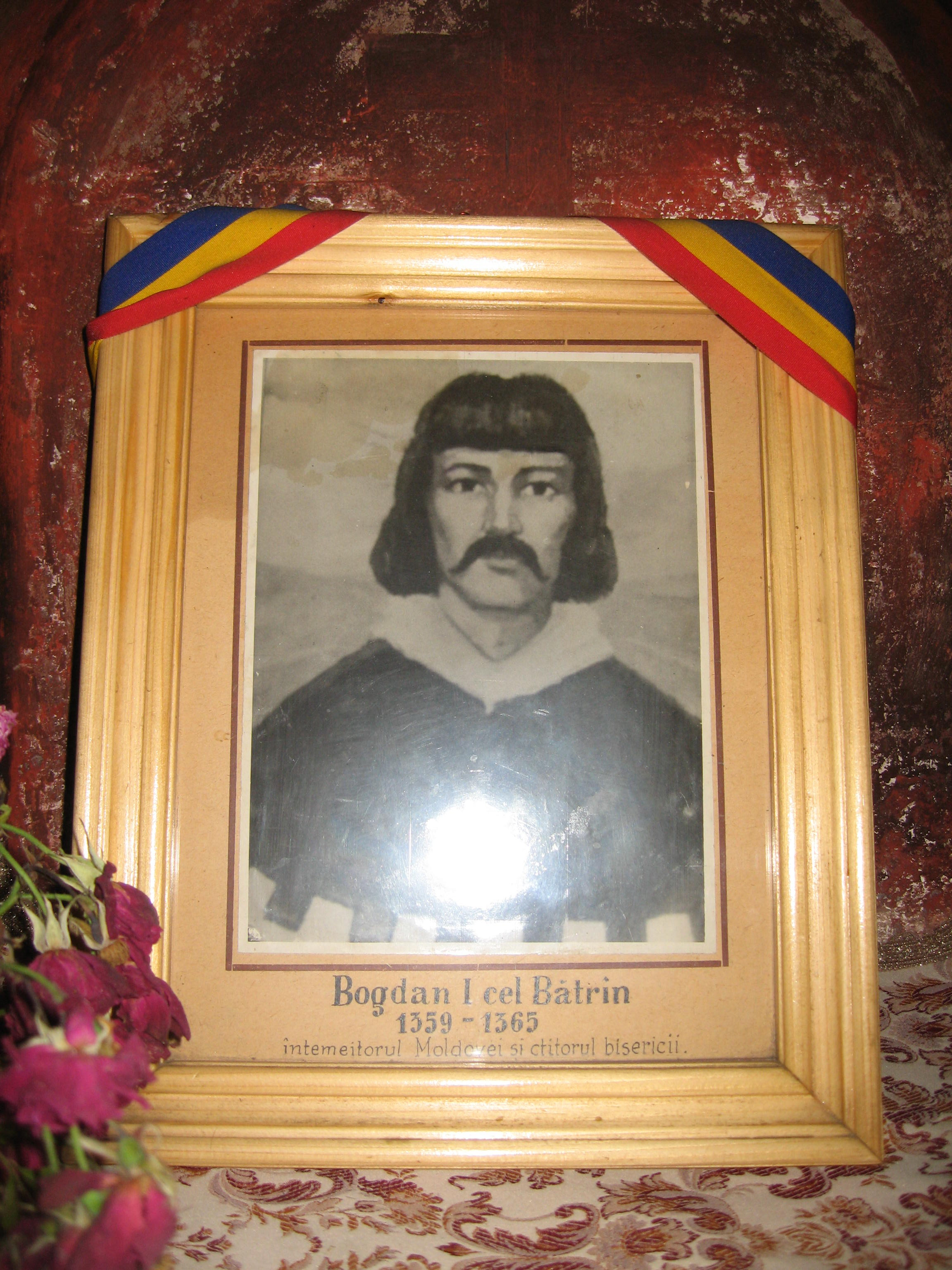
Il ritratto del sovrano Bogdan I, situato sopra la sua tomba
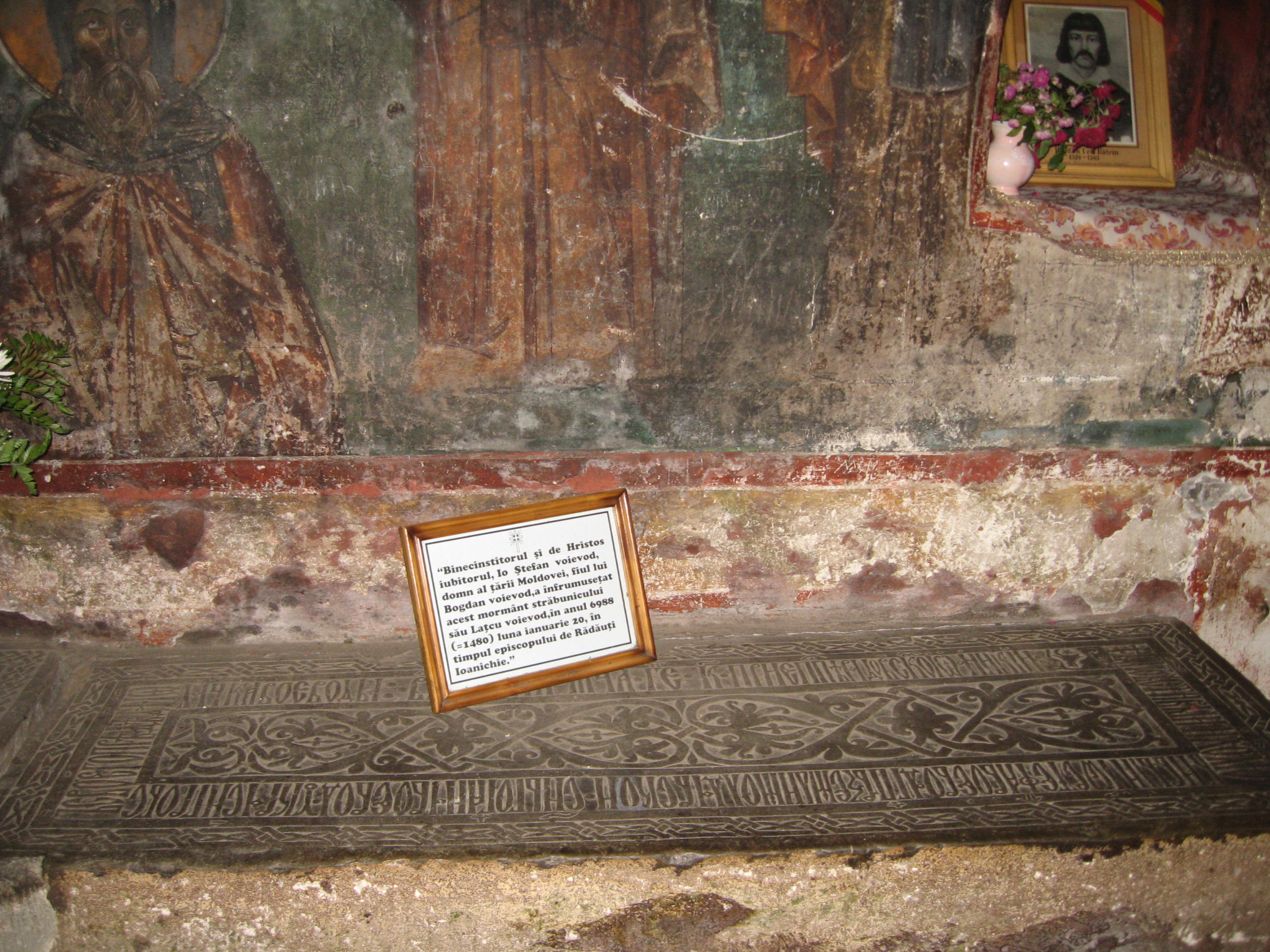
Tomba del voivoda Laţcu di Moldavia (1365-1373)
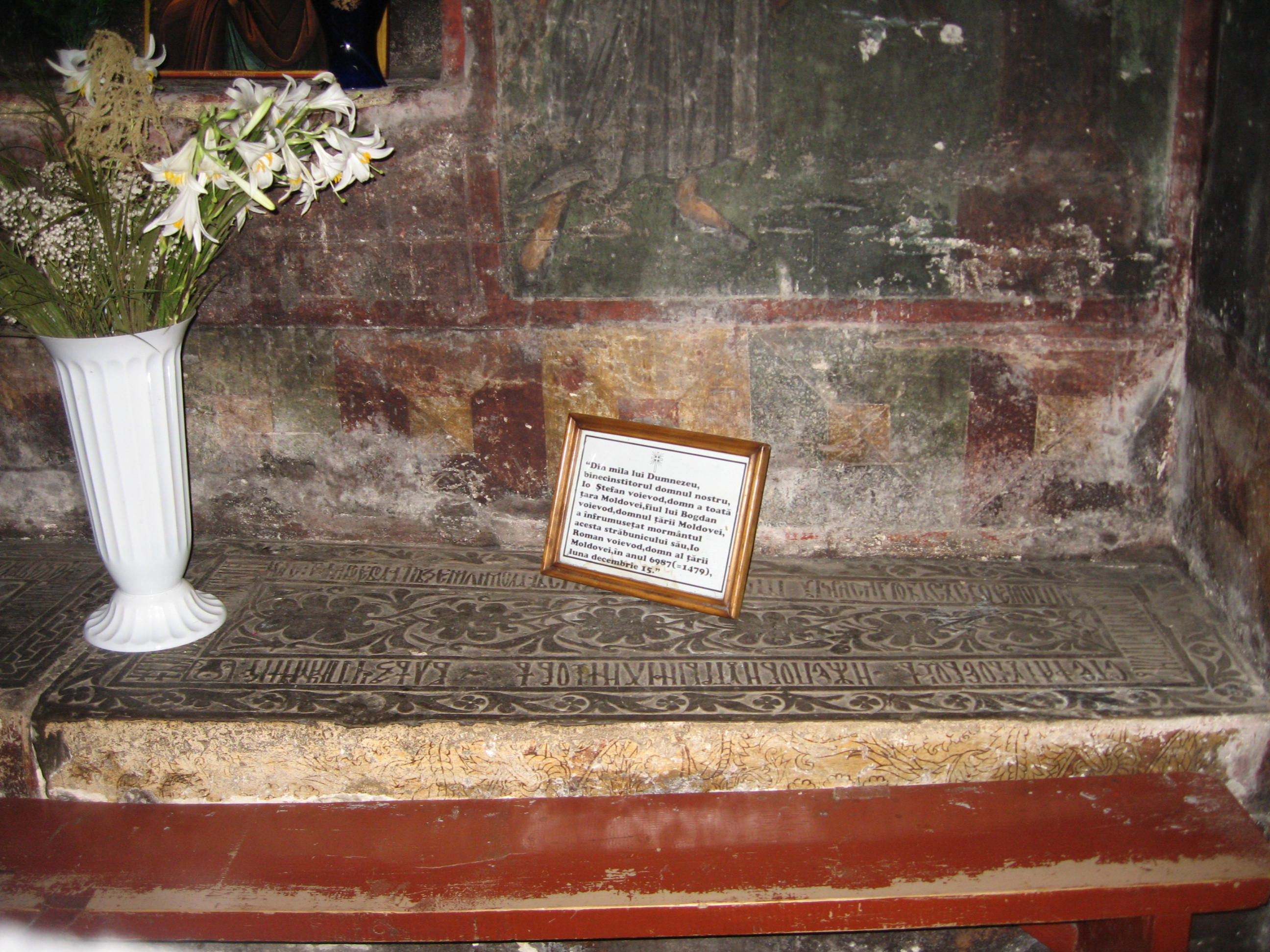
Tomba del voivoda Romano I di Moldavia (1391-1394)
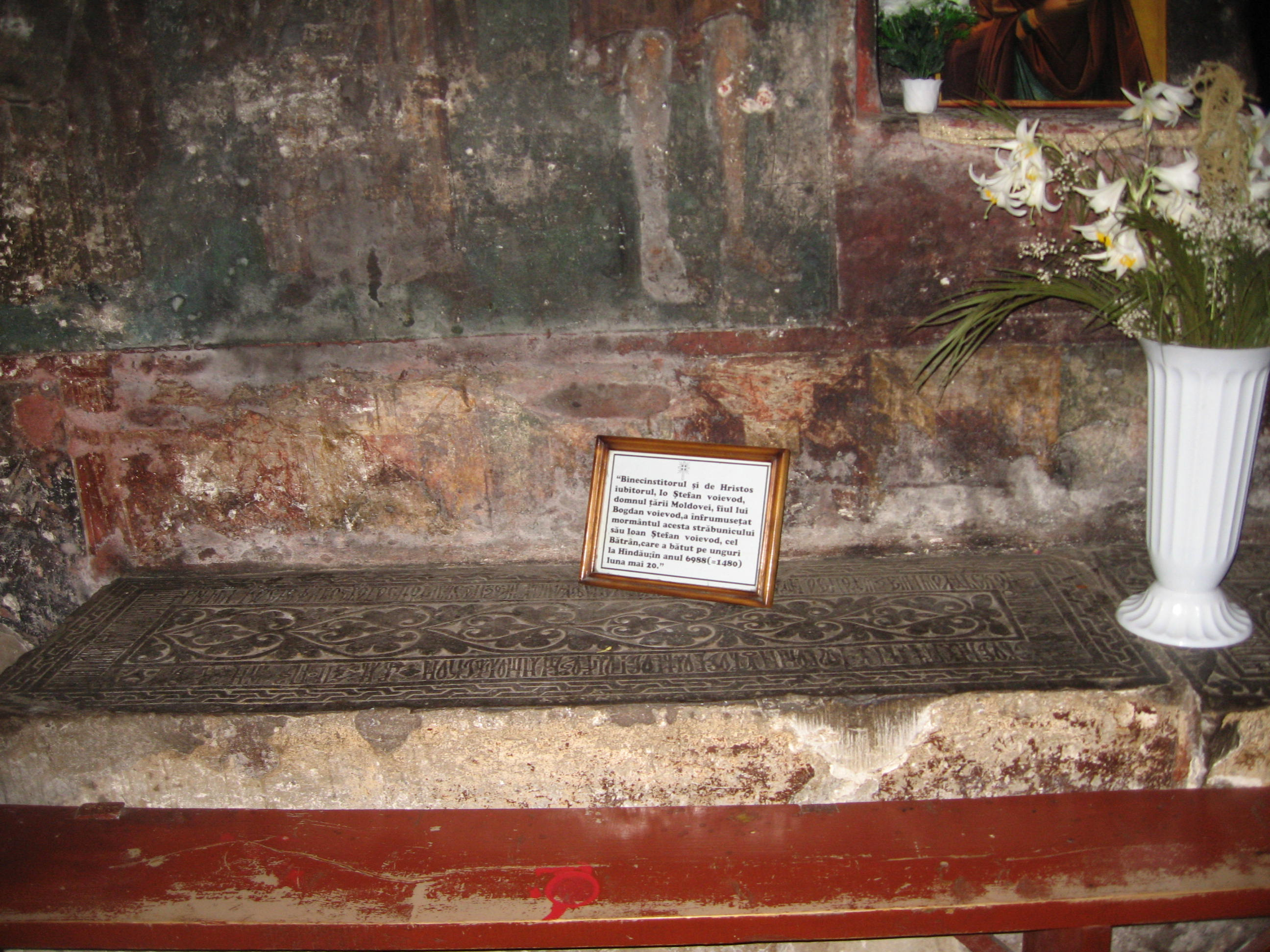
Tomba del voivoda Stefano I di Moldavia (1394-1399)
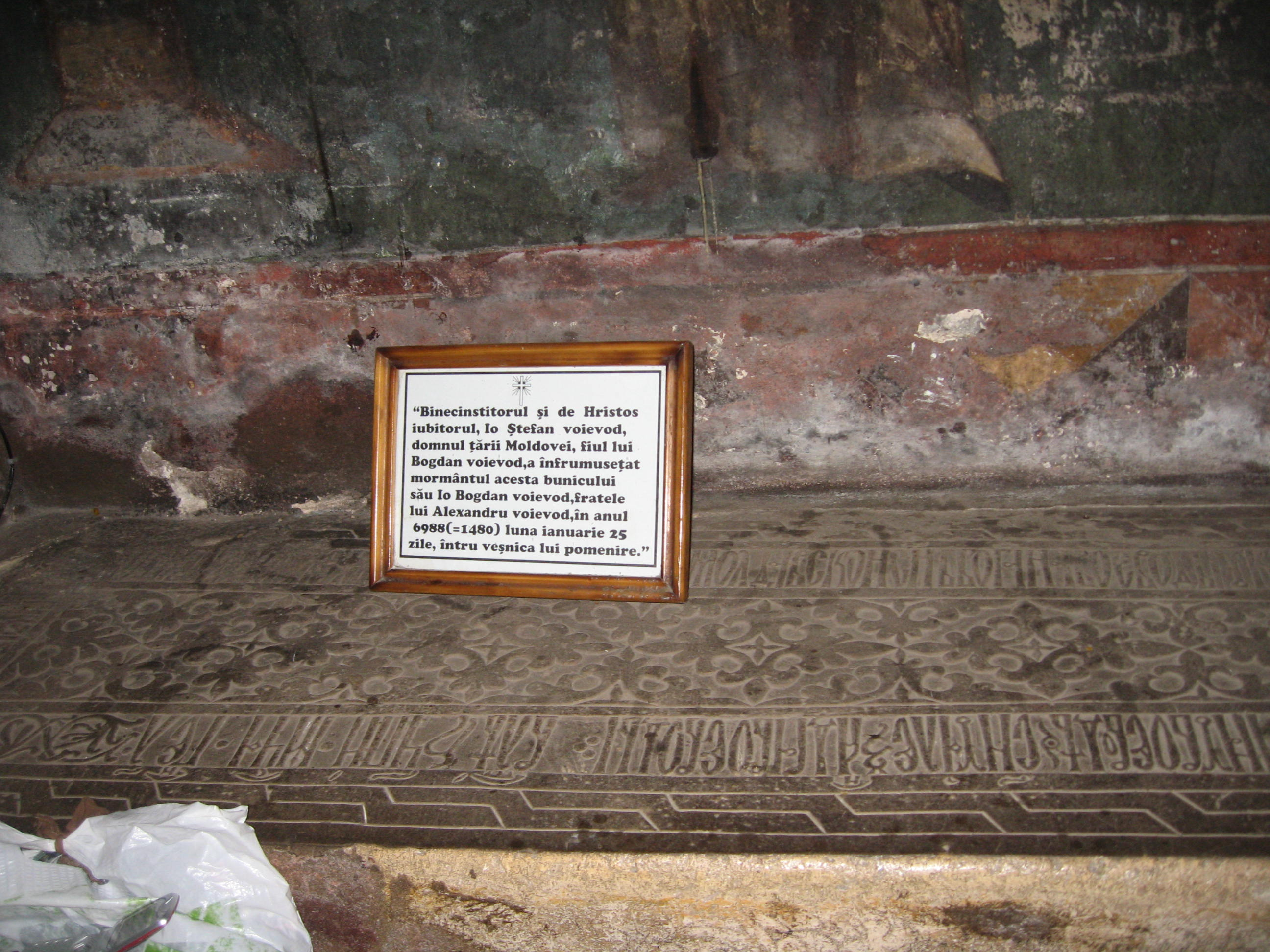
La tomba di Bogdan, fratello di Alessandro Magno
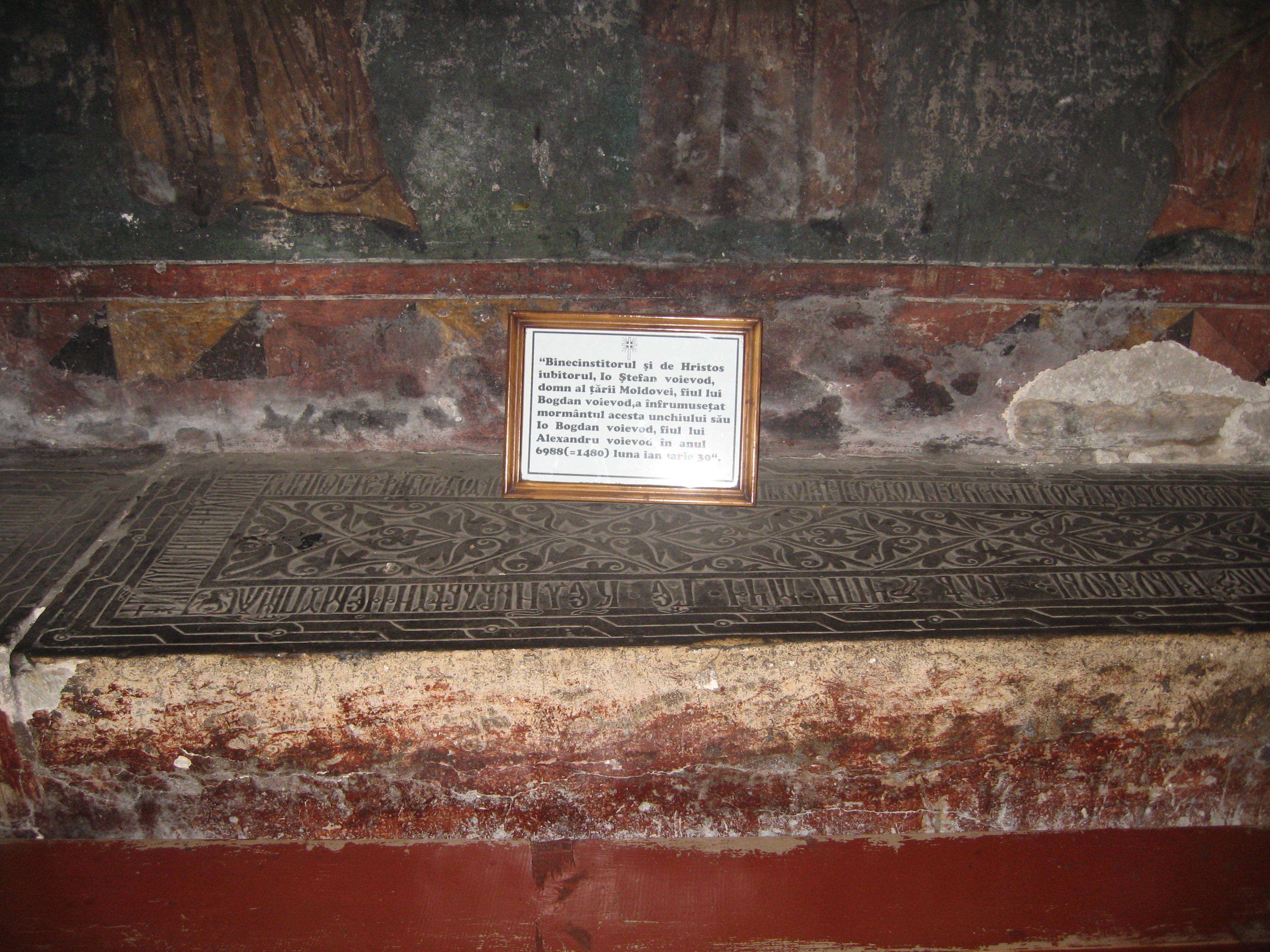
La tomba di Bogdan, figlio di Alessandro Magno
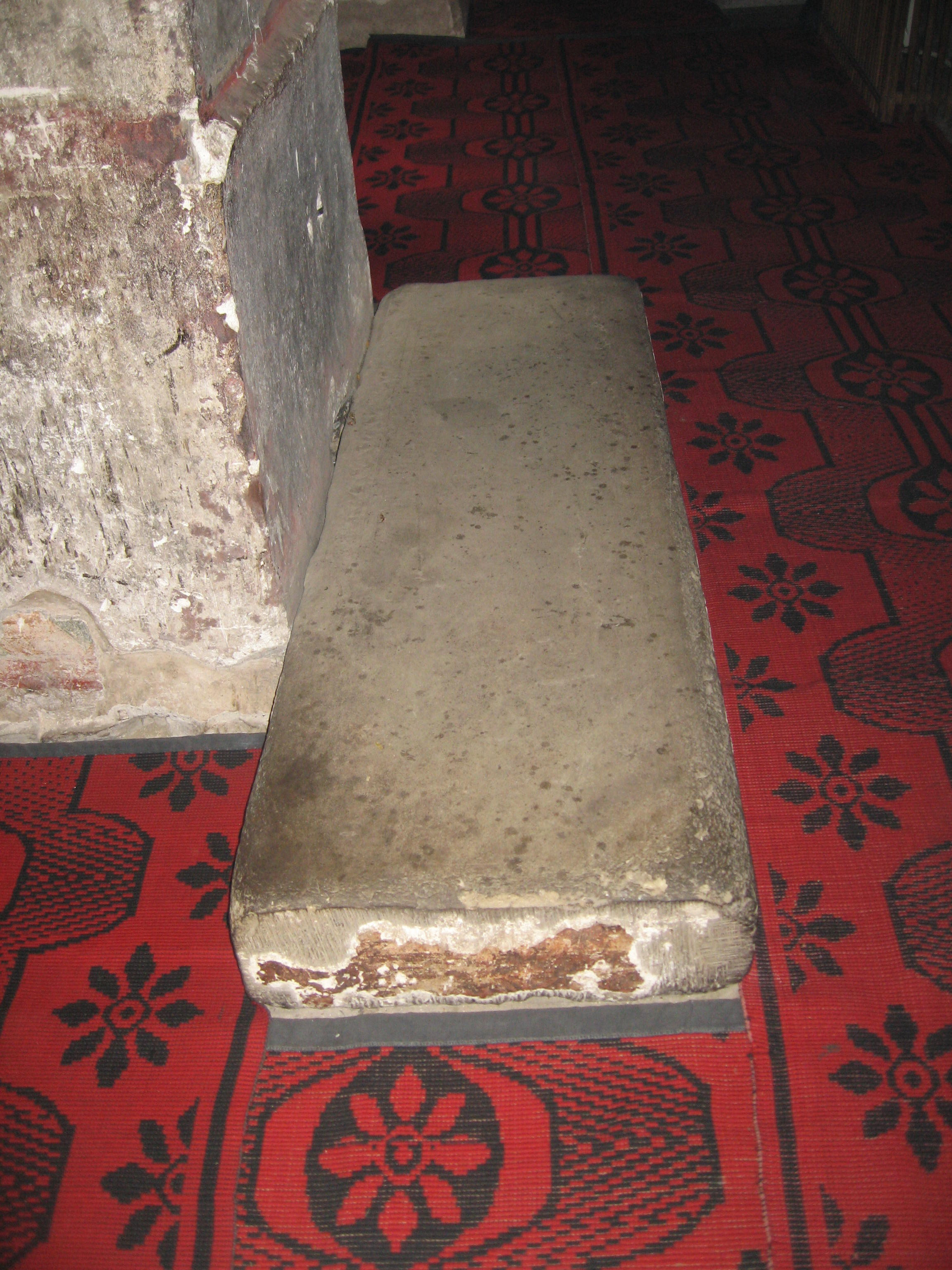
Una lastra funeraria sul pavimento della navata, la cui iscrizione è stata cancellata.
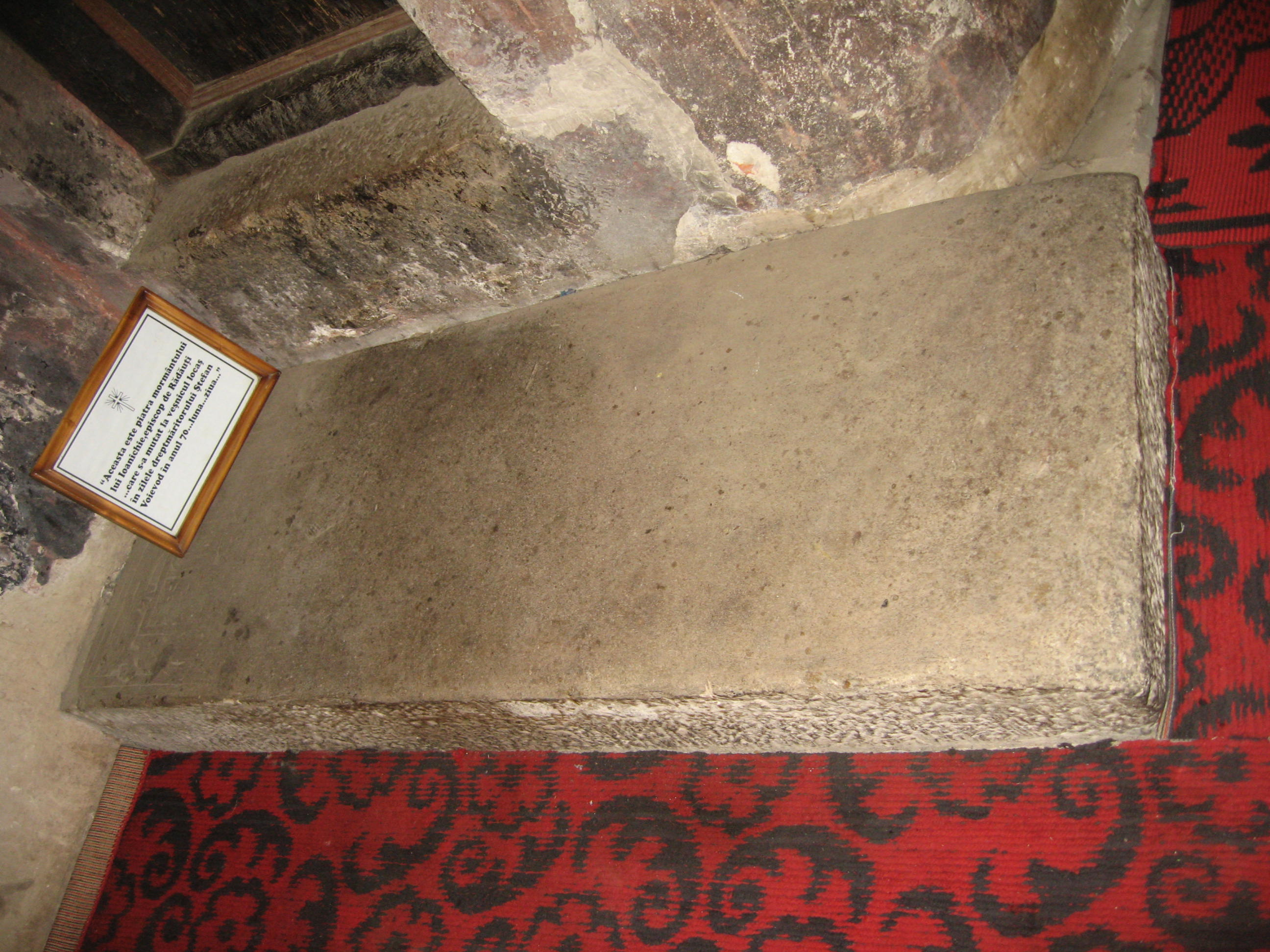
La tomba del vescovo Ioanichie (1504)
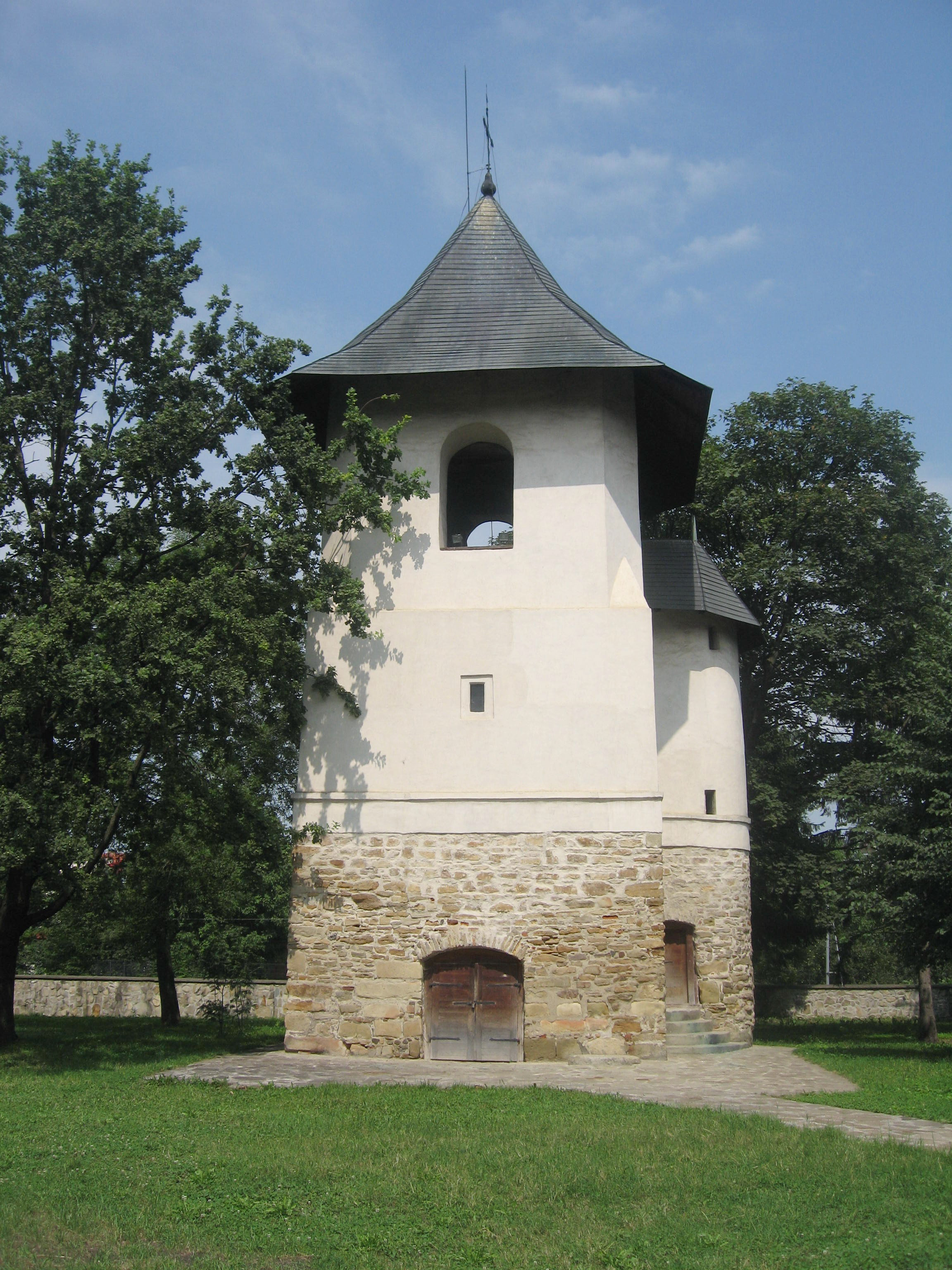
Il campanile
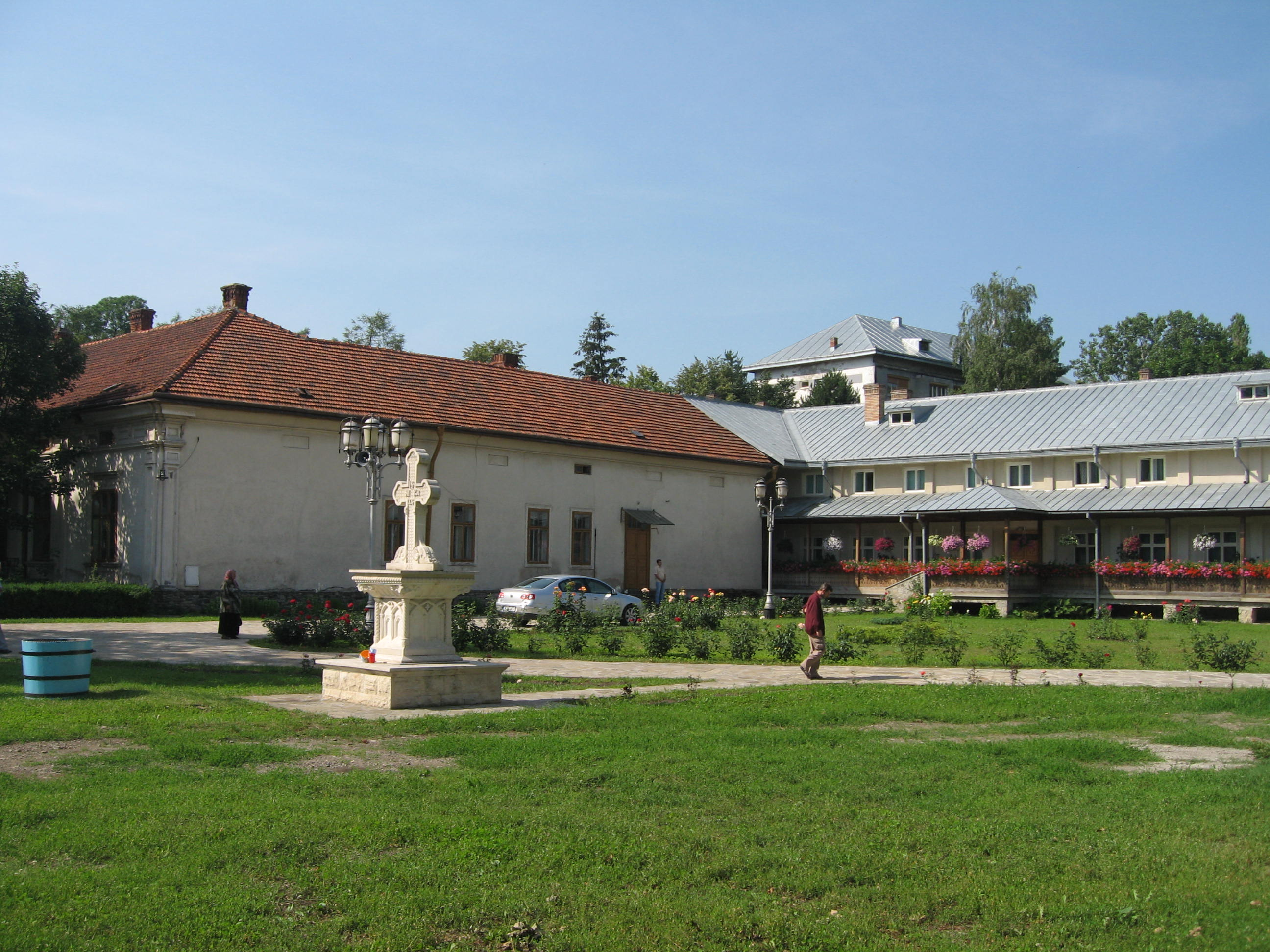
Celle e casa parrocchiale
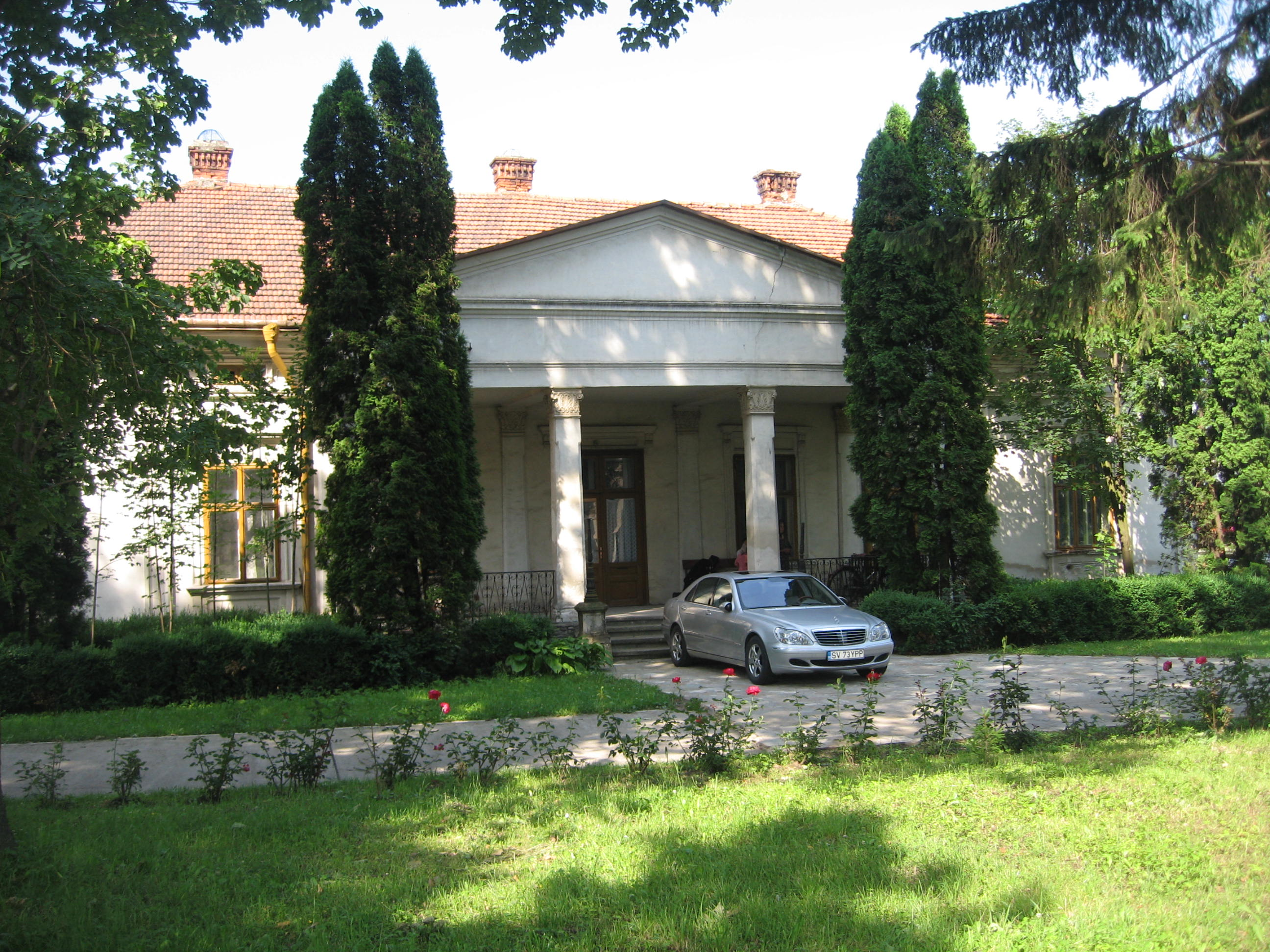
Casa parrocchiale
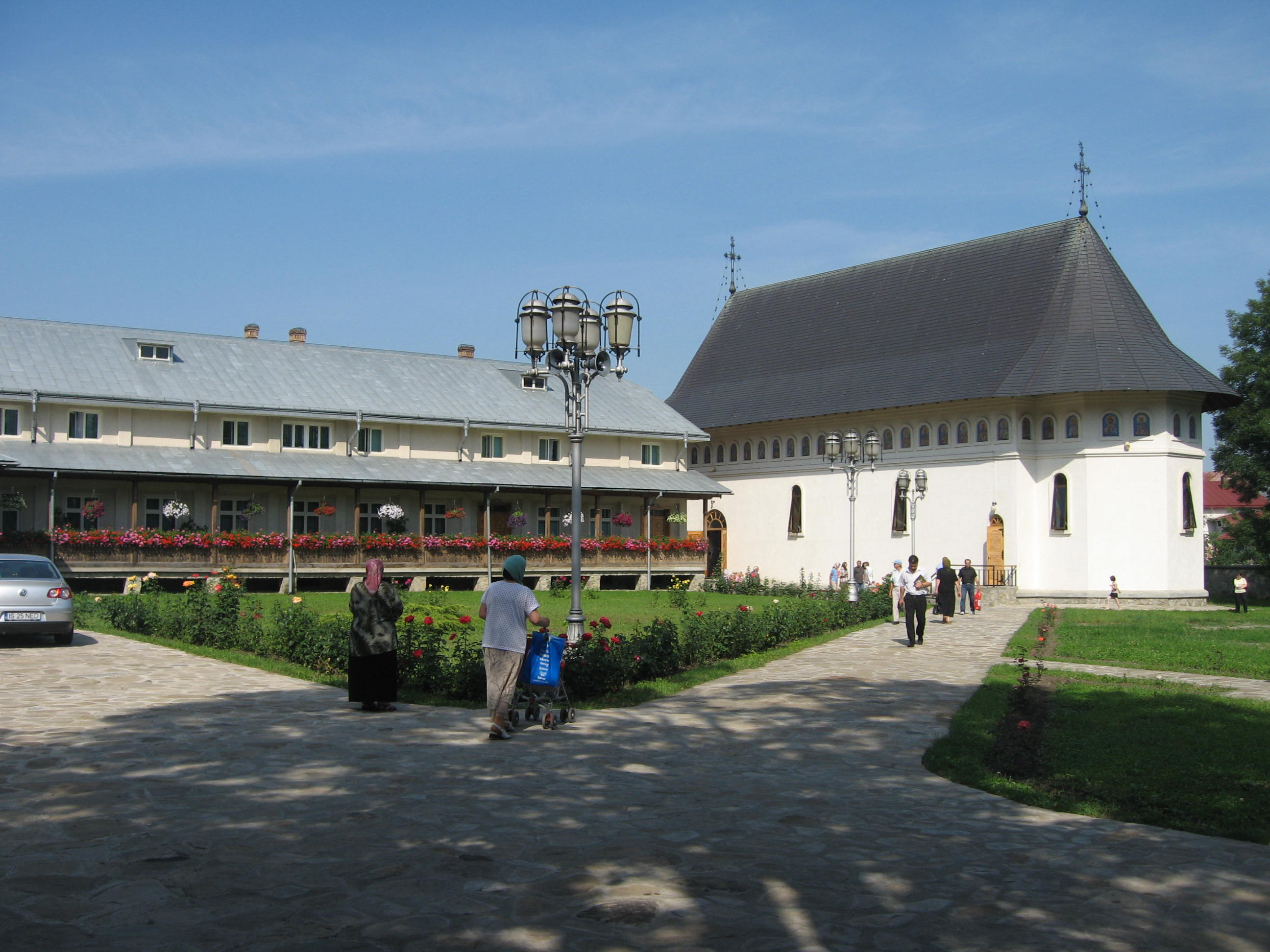
Le celle e la Chiesa "St. Leontie"